# Famille de Schönborn
La famille de Schönborn est une dynastie de la haute noblesse du Saint-Empire romain germanique, dont plusieurs représentants ont exercé des fonctions religieuses éminentes à l'époque moderne. Elle bénéficiait dès 1701 d'une immédiateté impériale dans le comté de Wiesentheid.

## Histoire
L'origine des comtes de Schönborn remonte à une famille de ministériels, ralliée dès 1180 à la chevalerie rhénane. Le berceau de la famille se trouvait aux confins du Rheingau et du Taunus septentrional; leur nom vient de la terre de Schönborn près de Diez-an-der-Lahn. Le premier représentant serait un chevalier du nom d’Eucharius von Schönborn, qui aurait vécu vers le milieu du XIIe siècle, et dont le nom ne nous est parvenu que par une source secondaire datée de 1670. Mais la première mention historique du nom de cette famille apparaît dans une succession datée de 1275, sous la forme H. von Sconenburne. Il est probable que les premiers seigneurs de Schönborn étaient des vassaux des seigneurs de Schaumburg : leur blason laisse du moins supposer un lien avec la famille des comtes de Diez.
À la fin du XIVe siècle, les Schönborn étaient divisés en trois lignées, celle des Schönborn-Stroß s'éteignant peu après. La plus ancienne branche conserva la terre originelle de Schönborn ainsi que les fiefs les plus importants de Burgschwalbach et de Hahnstätten. Ses membres sont fréquemment mentionnés comme titulaires d'offices dans le comté de Katzenelnbogen et l’électorat de Mayence. Ils se distinguent également par le nombre de charges ecclésiastiques : on compte dans leurs rangs plusieurs abbés, un haut-bailli de l’ordre de Saint-Jean de Jérusalem et à partir du XVIe siècle plusieurs chanoines de Trèves et de Mayence. La troisième branche était principalement implantée à Westerwald. Ils étaient au service des seigneurs de Westerburg, de l’électorat de Trèves, de celui de Mayence, du comté de Nassau-Weilburg et du comté de Wied. Les Schönborn-Westerwald comptent deux sous-branches, les Schönborn-Laubuseschbach et Schönborn-Freienfels. De nombreux documents témoignent des liens étroits que les deux lignées survivantes ont conservé, jusqu'à l'extinction de la branche aînée, la branche des Hahnstätten reprenant la succession avec le chanoine de Mayence Friedrich Georg en 1640.

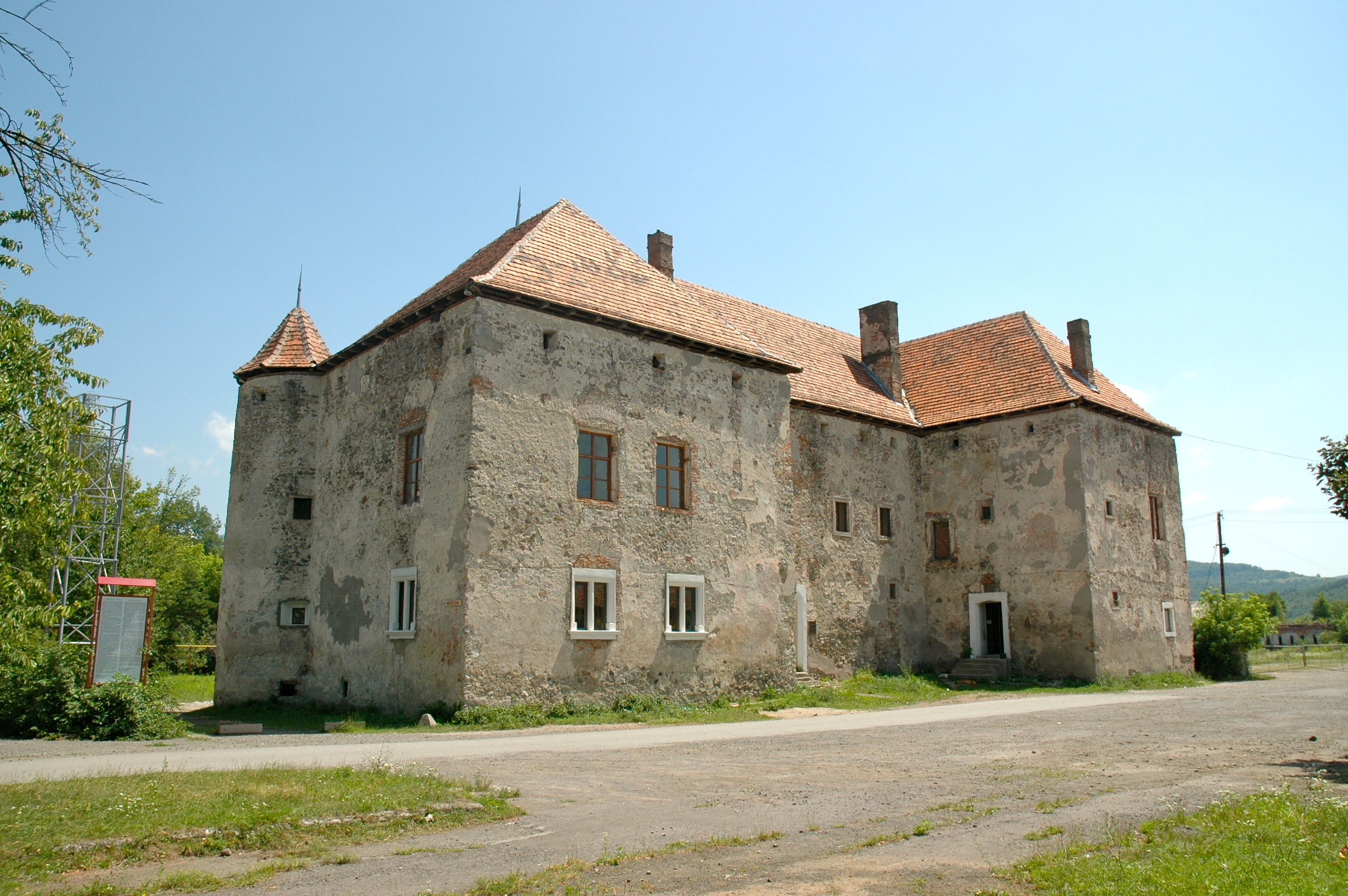
Château de Tchinadiïvskiy.

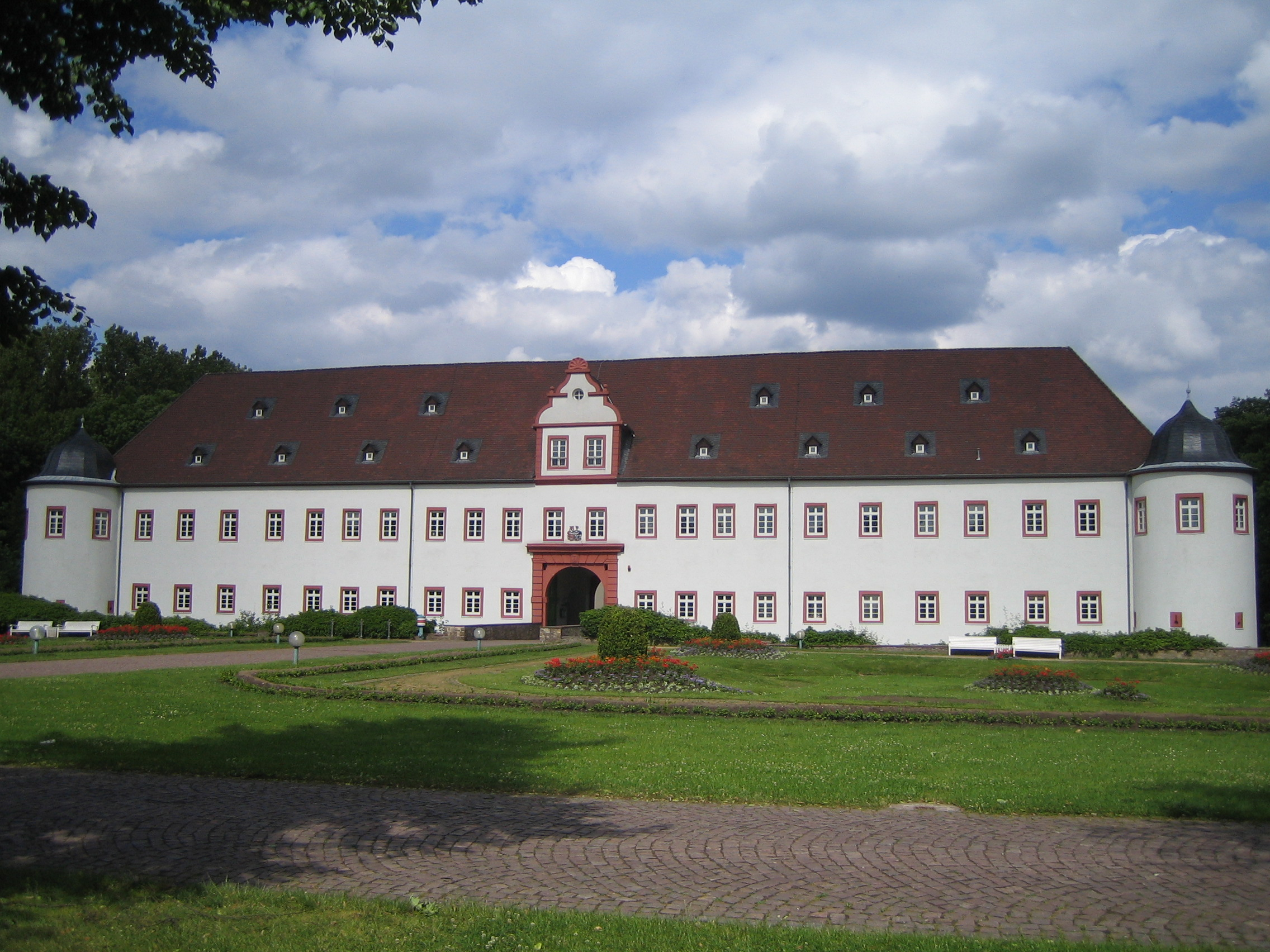
Le château des Schönborn à Heusenstamm, édifié entre 1663 et 1668 pour Philipp Erwein von Schönborn.

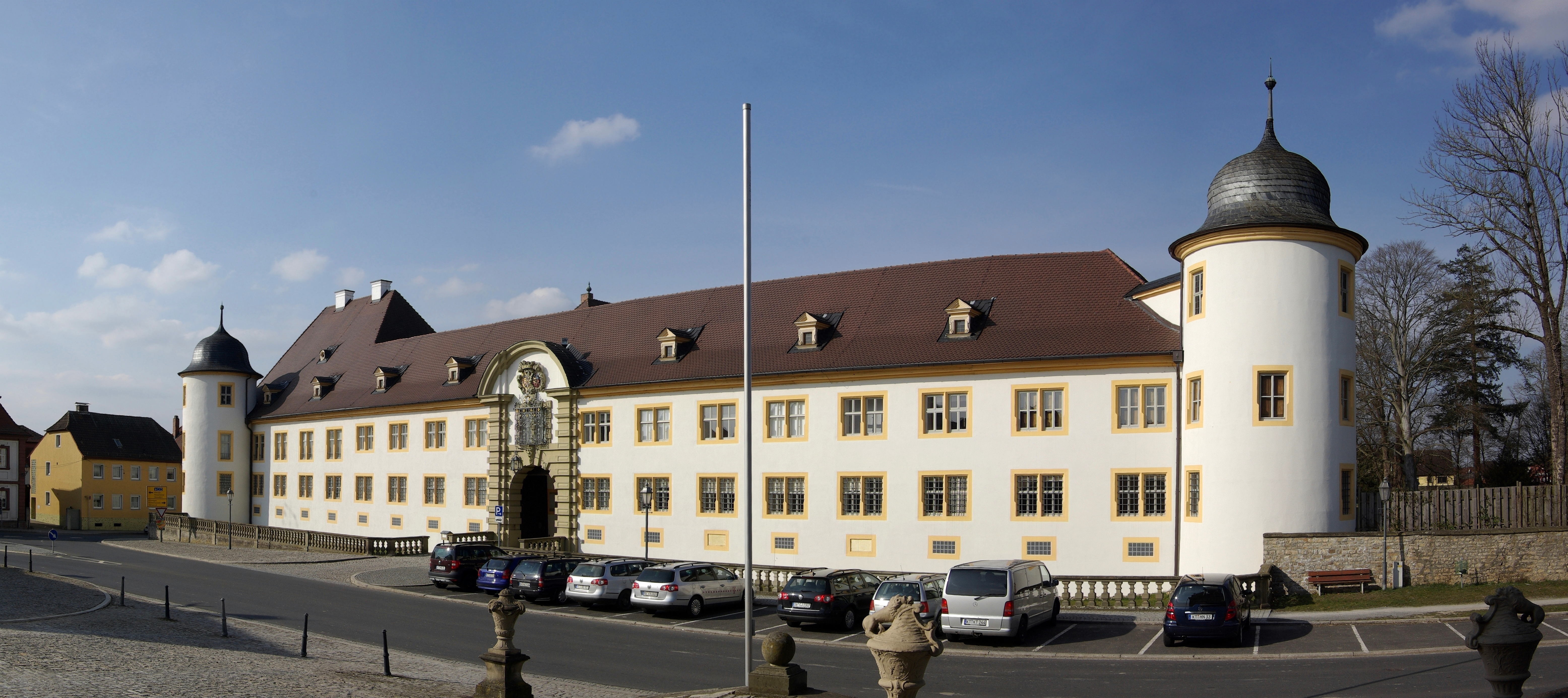
Le château de Wiesentheid, residence des comtes de Schönborn-Wiesentheid depuis 1701.

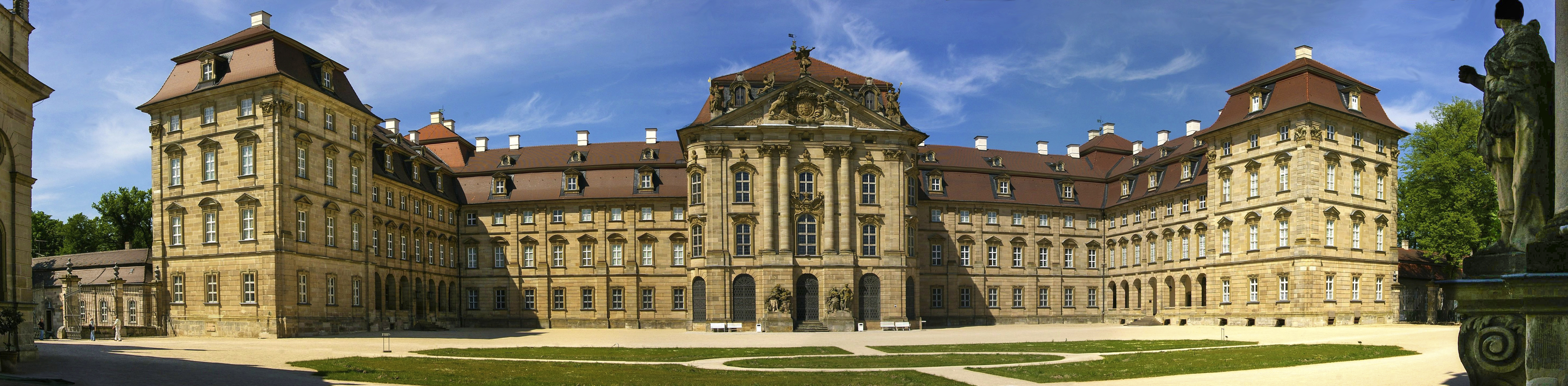
Le Château Weissenstein, édifié entre 1711 et 1718 sur ordre de Lothar Franz von Schönborn, prince-évêque de Bamberg et électeur de Mayence, reste aujourd'hui propriété des comtes de Schönborn-Wiesentheid.

Jusqu'au milieu du XVIIe siècle, la famille Schönborn était demeurée dans sa région d'origine, mais lorsque la Réforme gagna le Hintertaunus, ses membres, catholiques et d'ailleurs pour la plupart titulaires de charges ecclésiastiques, durent s'éloigner. Jean-Philippe est passé de chanoine à évêque de Wurtzbourg et, grâce à ses compétences de négociation diplomatique aux traités de Westphalie, à prince-électeur et archevêque de l'électorat de Mayence. Son frère Philipp Erwein von Schönborn obtint de lui le poste d'administrateur de Steinheim (Hanau) auprès de l’électorat de Mayence. Par héritage, achat de terres et tenures, il s'assura le bénéfice de fiefs des deux côtés du Rhin, dans la vallée du Main et le massif du Taunus. Ainsi il acquit en 1661 la seigneurie de Heusenstamm avec les terres qui en dépendaient en Vettéravie. Dès 1663, sa descendance et lui-même étaient élevés dans la noblesse d'empire et faits gentilshommes par l’empereur Léopold Ier, avec prérogatives de comitiva major et des privilèges étendus. Son frère le nomma en outre échanson héréditaire de l'archevêché de Mayence et sénéchal héréditaire du diocèse de Wurtzbourg. Par la suite il obtint même les charges de conseiller aulique et conseiller privé de l’électorat de Mayence. En 1635, il épousa Marie-Ursule de Greiffenclau-Vollraths, nièce de l'électeur-archevêque de Mayence Georges-Frédéric de Greiffenclau, qui devait lui donner 12 enfants, dont Lothar-Franz, qui en 1695 aussi deviendra électeur-archevêque de Mayence.
Philipp-Erwein mourut le 4 novembre 1668, et son fils Johann Erwein von Schönborn, âgé de 14 ans, prit sa succession. Il épousa en 1675 la baronne Maria Anna Waldbott von Bassenheim, avec laquelle il n'eut qu'un fils, d'ailleurs décédé en bas âge. En 1671, l'acquisition de la terre noble de Reichelsberg donnait aux Schönborn le droit de siéger dans le cercle de Franconie.
En 1701, Johann Erwein fut élevé en même temps que ses quatre frères à la dignité de comtes du Saint-Empire. Peu après la mort de sa femme Maria Anna (1702), il épousa la nièce de cette dernière, Mariana Waldbott von Bassenheim. Il mourut en 1705 sans finalement laisser d'héritier.
Johann Philipp Franz von Schönborn devenu comte impérial, montra l'éclat de son anoblissement en quittant les appartements de la vieille citadelle pour la résidence de Wurtzbourg. En cinquante ans, un million et demi de florins sera englouti dans ce projet.
Le fief de Heusenstamm revint donc à son frère cadet, le comte Melchior Friedrich von Schönborn, conseiller électoral et impérial, et vidame d’Aschaffenbourg, qui était marié à la baronne Sophie von Boineburg. De cette époque, les Schönborn eurent une influence grandissante au sein de l'Église catholique. En 1743, elle donnait des évêques aux diocèses de Bamberg, de Wurtzbourg, de Constance, de Spire et de Worms. L'électeur-archevêque de Trèves, François-Georges, était lui-même un comte de Schönborn, et l'électeur-archevêque de Mayence, Jean-Frédéric-Charles d'Ostein, un proche parent.
Un des fils de Melchior Friedrich, Rudolf Franz Erwein (1677–1754) épousa la comtesse Eleonore von Dernbach, née comtesse von Hatzfeld qui avait hérité de son premier mari la seigneurie de Wiesentheid, un territoire d'immédiateté impériale avec un siège à la Diète impériale. Wiesentheid et Heusenstamm ont alors été élevés aux comtés. Elle avait également hérité de propriété en Autriche. Son beau-frère Frédéric-Charles de Schönborn-Buchheim, vice-chancelier du Saint-Empire romain germanique à la cour impériale de Vienne, acquirit plus de propriétés en Autriche, dont le palais Schönborn-Batthyány à Vienne et les châteaux de Göllersdorf et de Weyerburg qui sont toujours en possession de la ligne autrichienne Schönborn-Buchheim aujourd'hui. À la fin du XVIIIe siècle, trois frères fondent trois lignes de la famille: les comtes de Schönborn-Buchheim, les comtes de Schönborn-Wiesentheid, ligne bavaroise qui possède des propriétés importantes, dont le château de Wiesentheid et le château de Weissenstein avec la plus importante collection privée de peintures baroque d'Allemagne, et la ligne de Bohême, comtes de Schönborn, à Prague et au château de Skalka, où est né en 1945 le cardinal Christoph Schönborn.

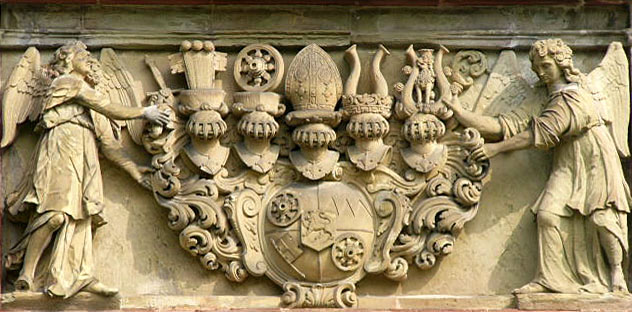
Blasons des princes-évêques sur le portail de la Forteresse de Marienberg.

## Représentants illustres

### Les évêques de la maison princière de Schönborn
- cardinal Christoph Schönborn (* 1945), archevêque de Vienne (Autriche).
- François-Georges de Schönborn (1682–1756), prince-archevêque de Trèves en 1729, prince-évêque de Worms et prévôt d’Ellwangen en 1732.
- cardinal François de Paule de Schönborn (1844–1899), évêque de Budweis, archevêque de Prague.
- Frédéric-Charles de Schönborn (1674–1746), prince-évêque de Wurtzbourg et de Bamberg en 1729, vice-chancelier impérial de 1705 à 1734.
- cardinal Damien de Schönborn-Buchheim (1676–1743), prince-évêque de Spire en 1719, puis évêque de Constance en 1740.
- Jean-Philippe de Schönborn (1605–1673), fils de Georges VI von Schönborn et de Barbara von der Leyen, prince-évêque de Wurtzbourg, duc de Franconie et prince-évêque de Worms en 1641, puis prince-archevêque de Mayence en 1647
- Jean-Philippe-François de Schönborn (1673–1724), prince-évêque de Wurtzbourg en 1719.
- Lothaire-François de Schönborn (1655–1729), prince-évêque de Bamberg en 1693 et prince-archevêque de Mayence en 1695.

### Princes ecclésiastiques de la maison de Schönborn

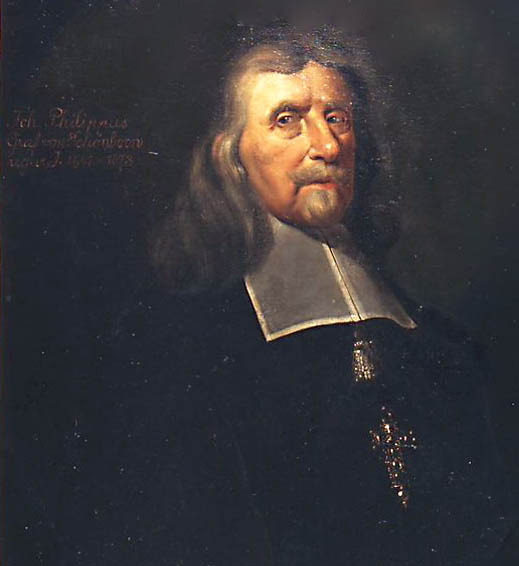
Jean-Philippe de Schönborn (1605–1673), prince-évêque de Wurtzbourg et duc de Franconie, prince-archevêque et électeur de Mayence, prince-évêque de Worms
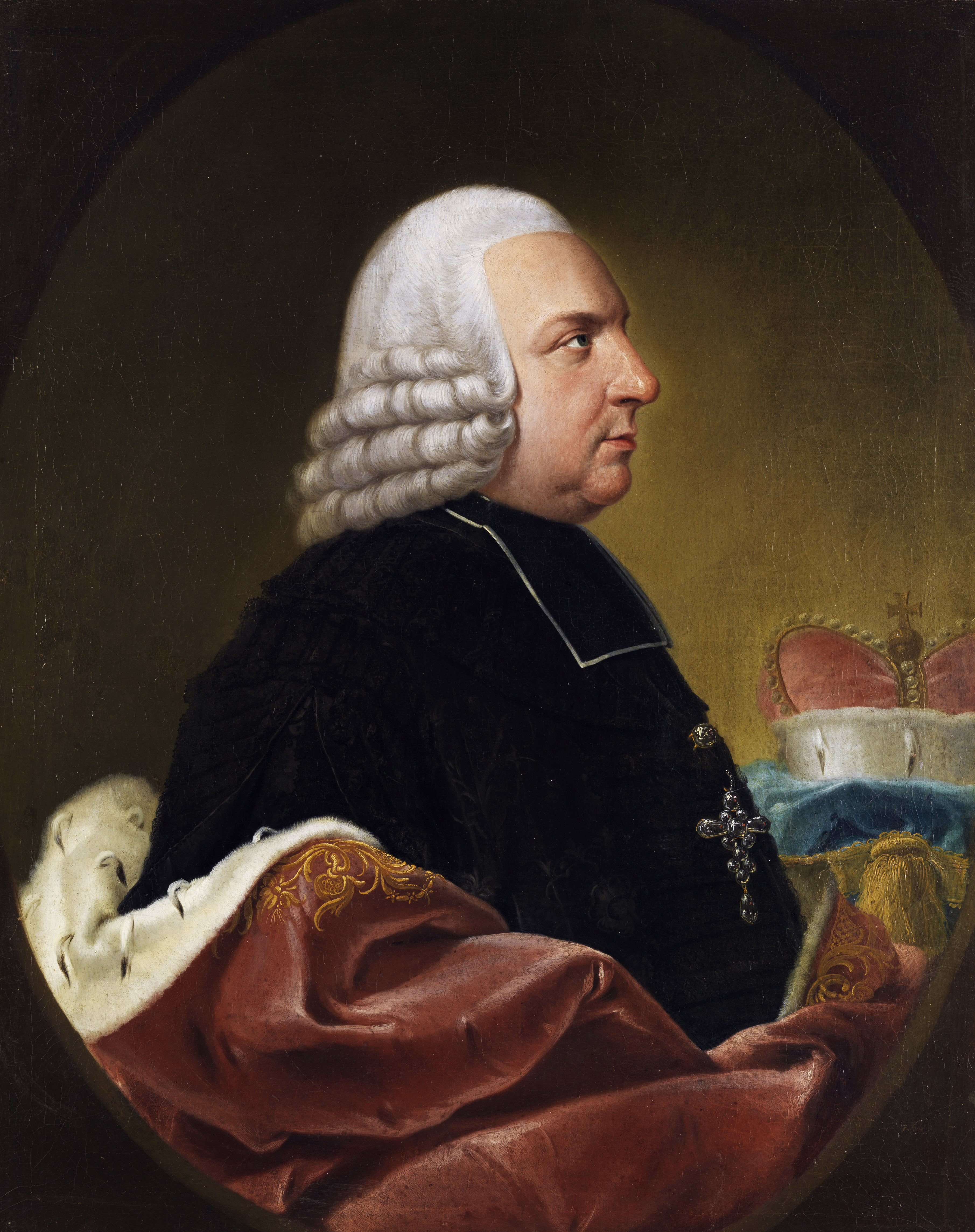
Lothaire-François de Schönborn (1655–1729), prince-évêque de Bamberg, prince-archevêque et électeur de Mayence
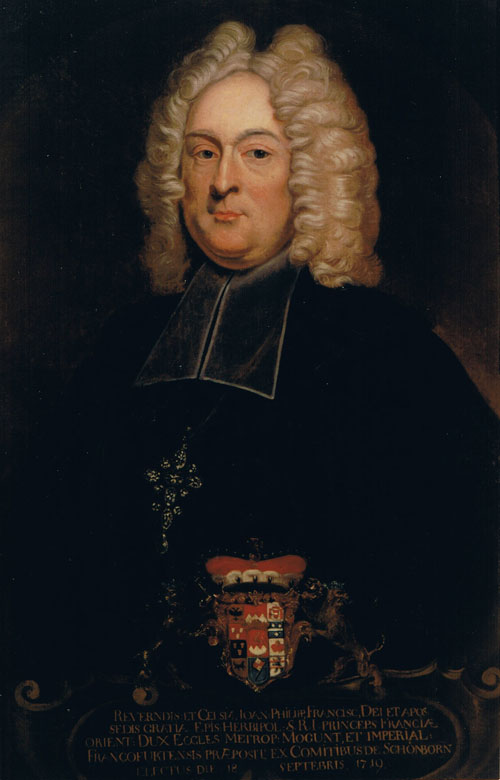
Jean-Philippe-François de Schönborn (1673–1724), prince-évêque de Wurtzbourg
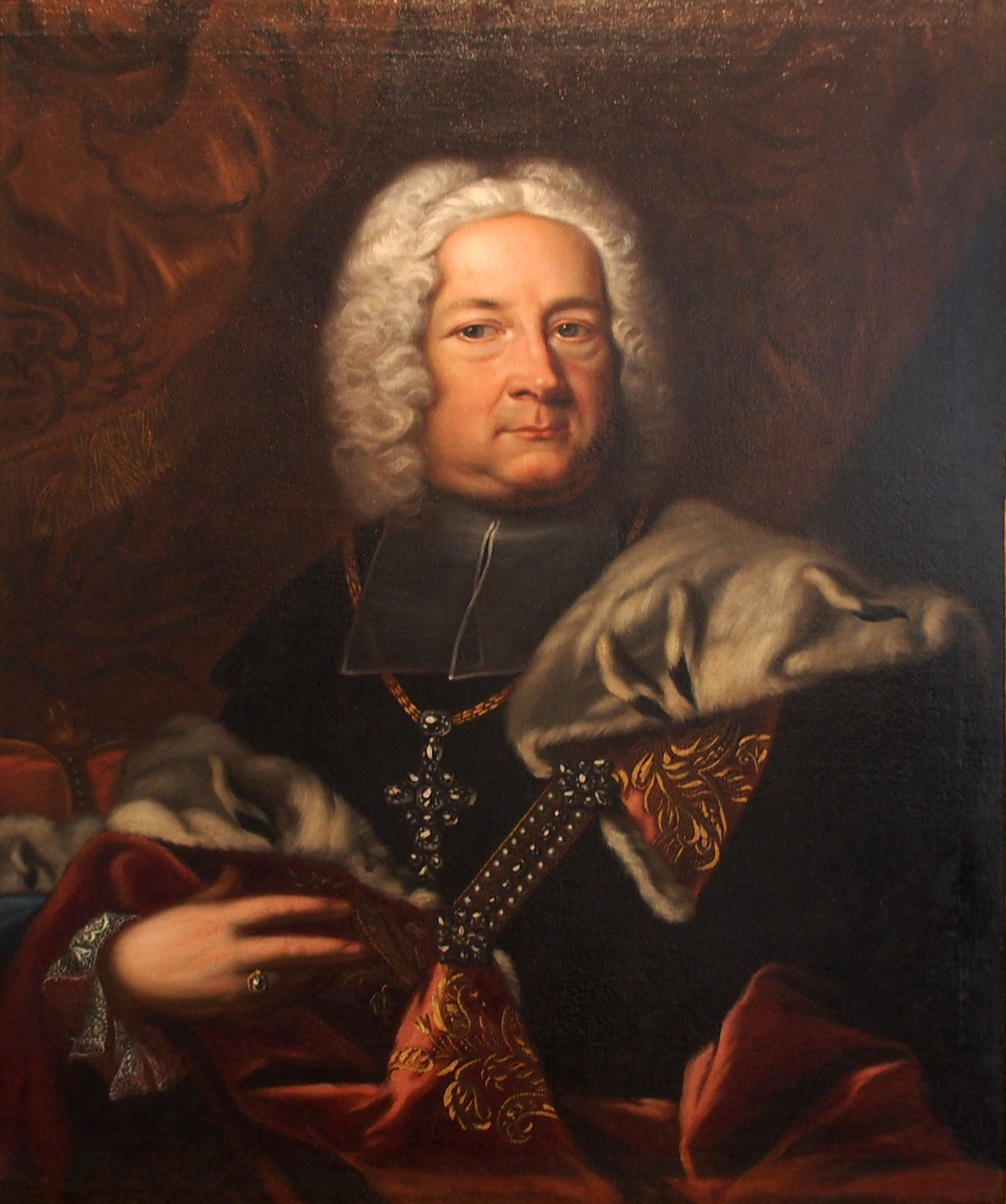
Frédéric-Charles de Schönborn-Buchheim (1674–1746), prince-évêque de Wurtzbourg et de Bamberg, vice-chancelier impérial
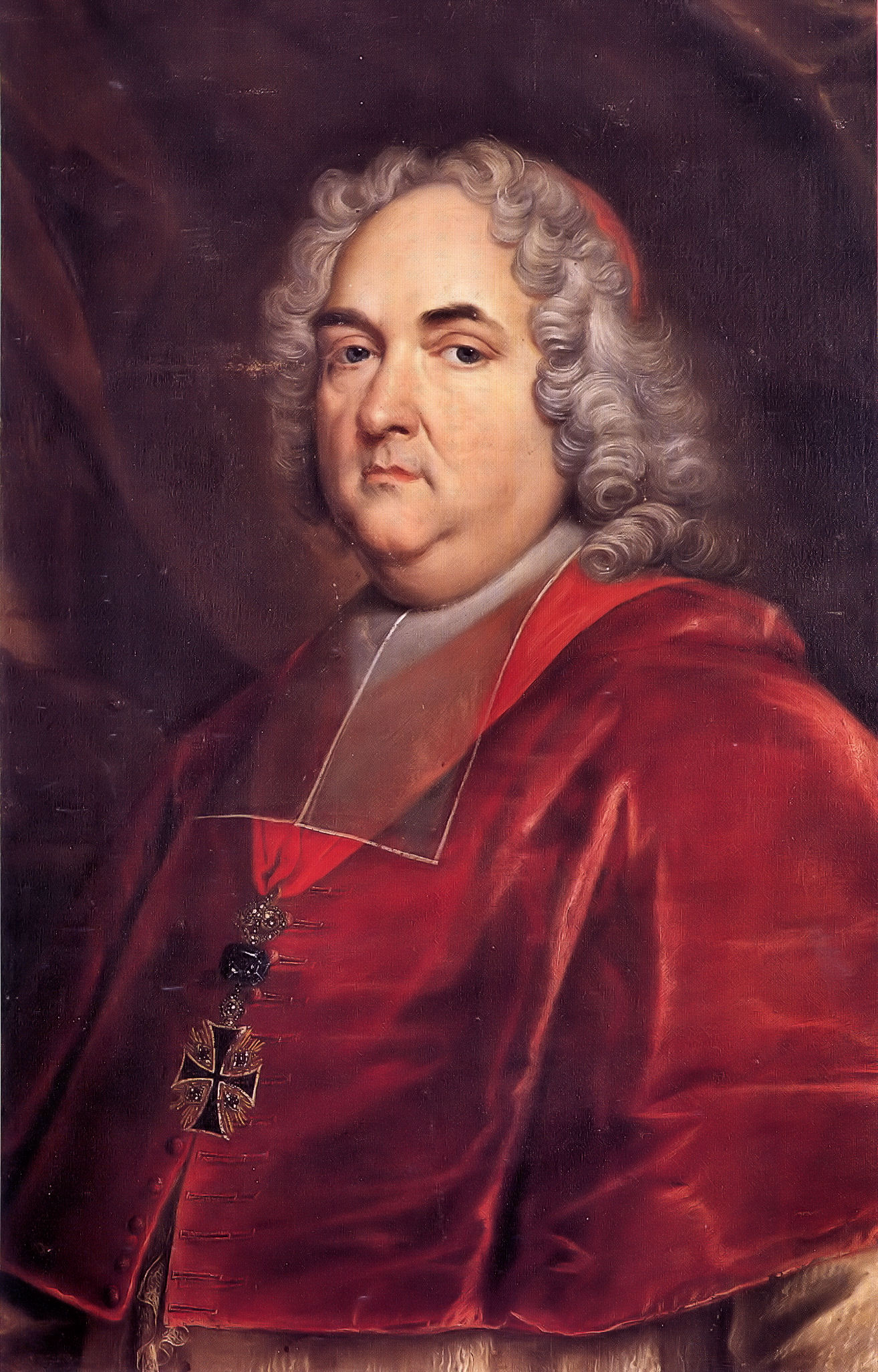
Cardinal Damien de Schönborn-Buchheim (1676–1743), prince-évêque de Spire, évêque de Constance
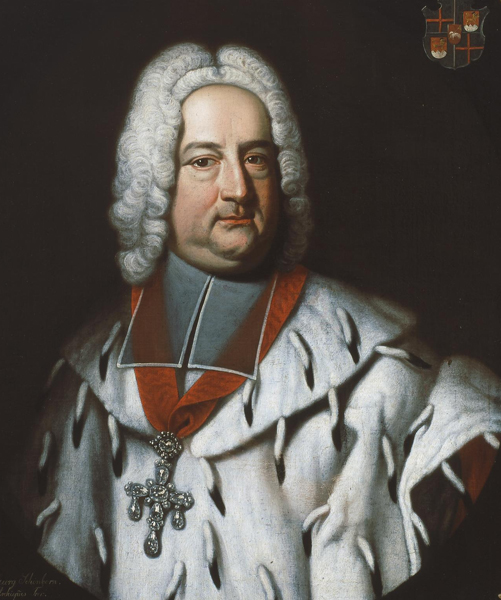
François-Georges de Schönborn (1682–1756), prince-archevêque et électeur de Trèves, prince-évêque de Worms et prince-prévost d’Ellwangen
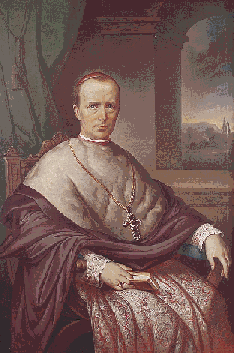
Cardinal François de Paule de Schönborn (1844–1899), évêque de Budweis, archevêque de Prague
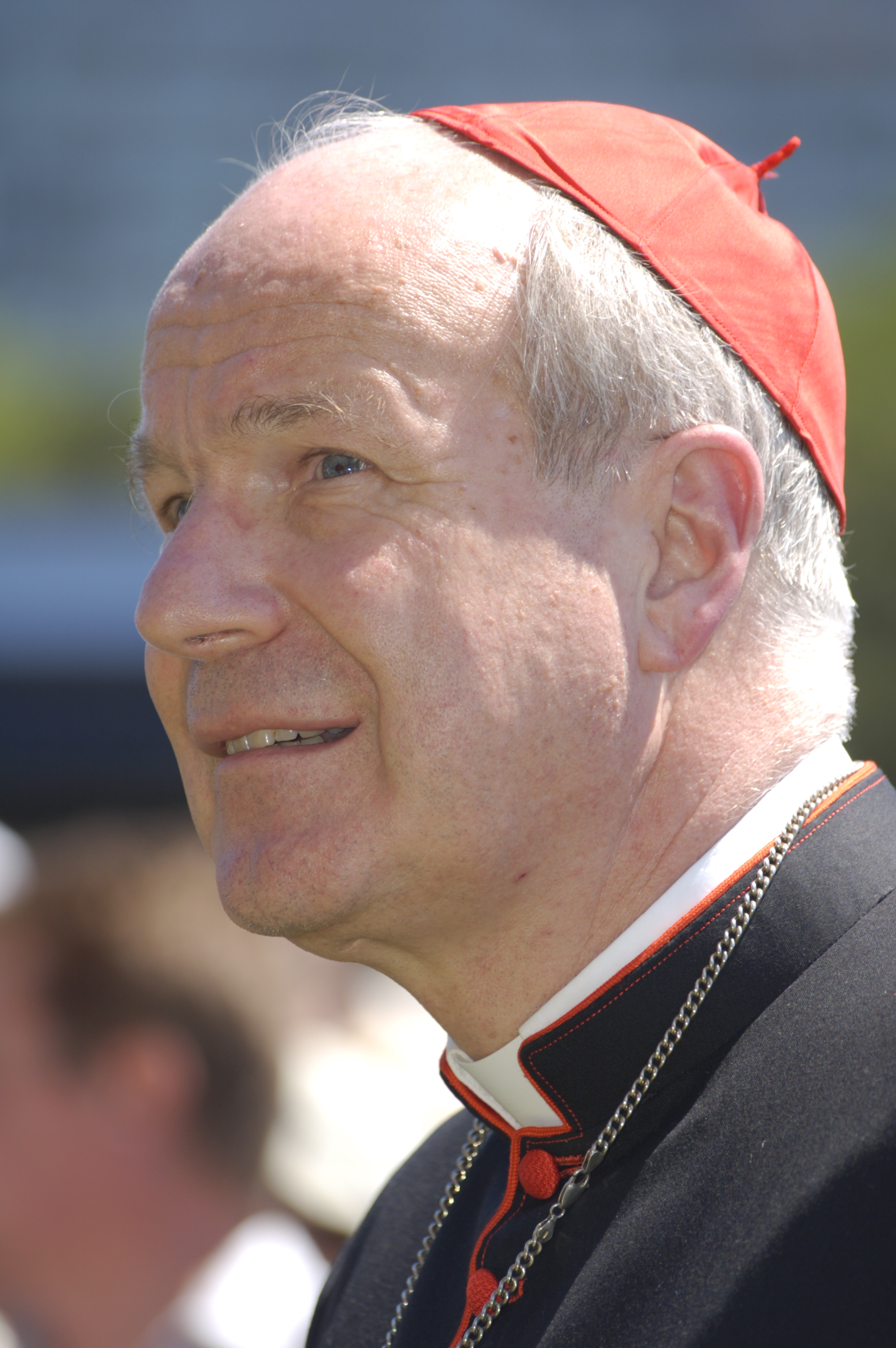
Cardinal Christoph Schönborn (* 1945), archevêque de Vienne

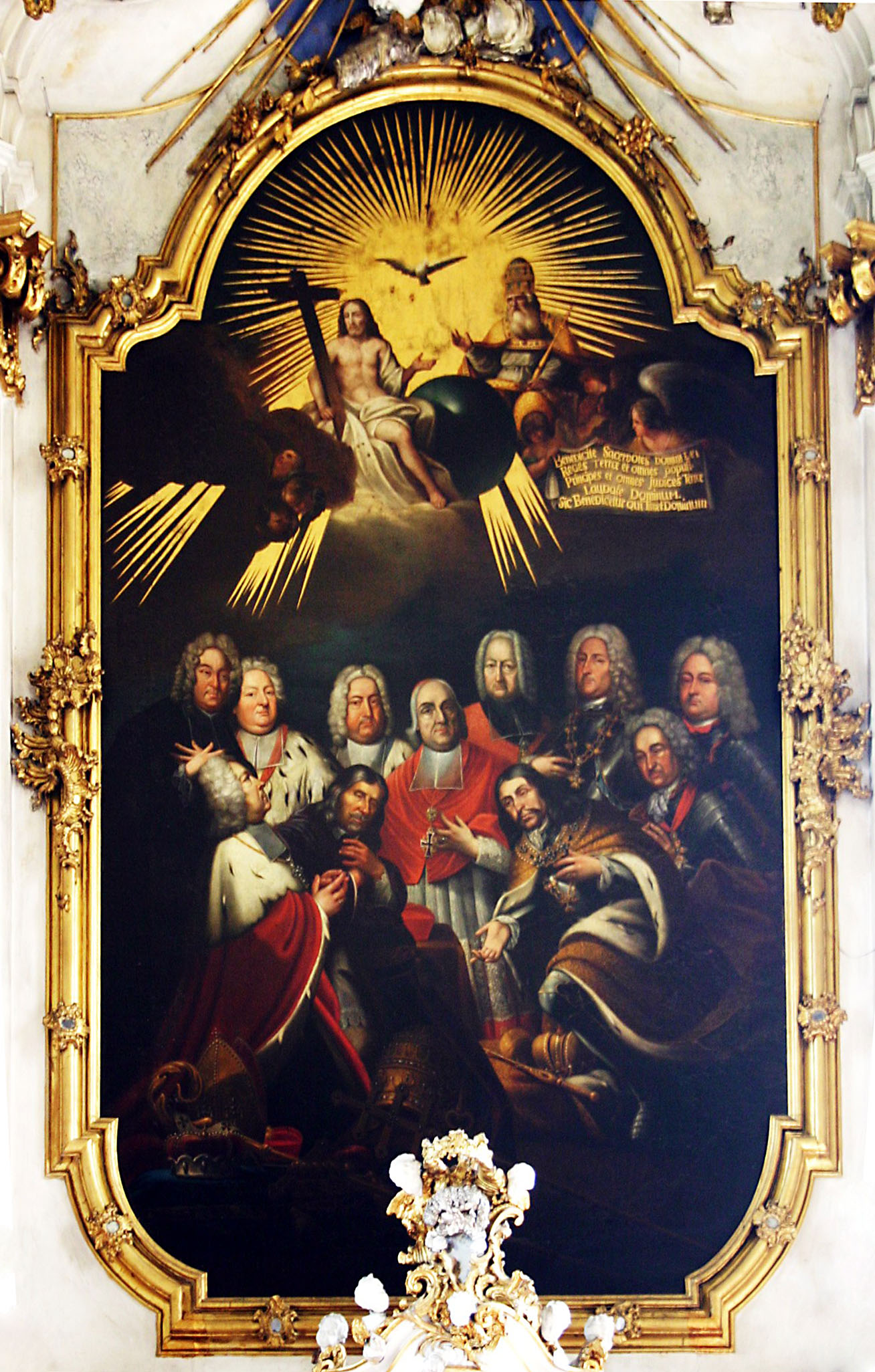
Autel de l'église paroissiale de Gaibach, vers 1745, par Franz Lippold

Le retable de l’autel de l'église paroissiale de Gaibach est un des emblèmes de la maison noble des Schönborn : on peut y voir représentées trois générations de princes ayant servi dans des charges temporelles ou spirituelles (les insignes au premier plan indiquent les autorités qu'ils ont servies : l'Église d'Allemagne, le Saint-Siège et l'empereur).
Le commanditaire de ce panneau peint, Frédéric-Charles de Schönborn (prince-évêque de Bamberg et de Wurtzbourg), est agenouillé en prière au premier plan à gauche. Derrière lui, les autres membres de sa famille se succèdent à peu près par ordre de génération. Le représentant de la première génération (en position inclinée) à gauche Jean-Philippe (électeur de Mayence, prince-évêque de Wurtzbourg et de Worms), à droite Philipp Erwein (administrateur épiscopal de Mayence). Derrière lui, légèrement penché, son fils Melchior Friedrich (haut-maréchal de Mayence et vidame d’Aschaffenbourg). Derrière, la génération suivante avec Anselm Franz (en arrière à droite, général impérial) et à côté Rudolf Franz Erwein (vidame de Mayence, portant le collier de l'ordre de la Toison d'or), qui sont les fondateurs des branches de Wiesentheid et de Heusenstamm. Sur la gauche du tableau, les évêques sont représentés : derrière tout à fait à gauche, Johann Philipp Franz (prince-évêque de Wurtzbourg), à côté Lothar Franz (évêque de Bamberg et archevêque de Mayence), à sa droite François-Georges (électeur de Trèves, prince-évêque de Worms). Au centre du tableau, le cardinal Damien (prince-évêque de Spire et de Constance) et à droite derrière lui Marquard Wilhelm (prévôt de Bamberg et d’Eichstätt).

### Autres représentants
- Gottlob Friedrich Ernst Schönborn (1737–1817), diplomate allemand au service du Danemark, poète
- Friedrich Schönborn (1841–1907), ministre autrichien de la Justice et président du tribunal administratif d'Autriche

### Comtes de Schönborn-Buchheim (Autriche)
- Francis George (1682–1756)
- Franz Philipp Joseph (1768–1841)
- Erwein Damian Hugo (1791–1864)
- Erwein Friedrich Karl (1842–1903)
- Friedrich Karl Erwin (1869–1932)
- Georg Erwin Karl (1906–1989)
- Friedrich Karl (1938-), épouse Isabelle d'Orléans (1932)
- Damian (1965-)

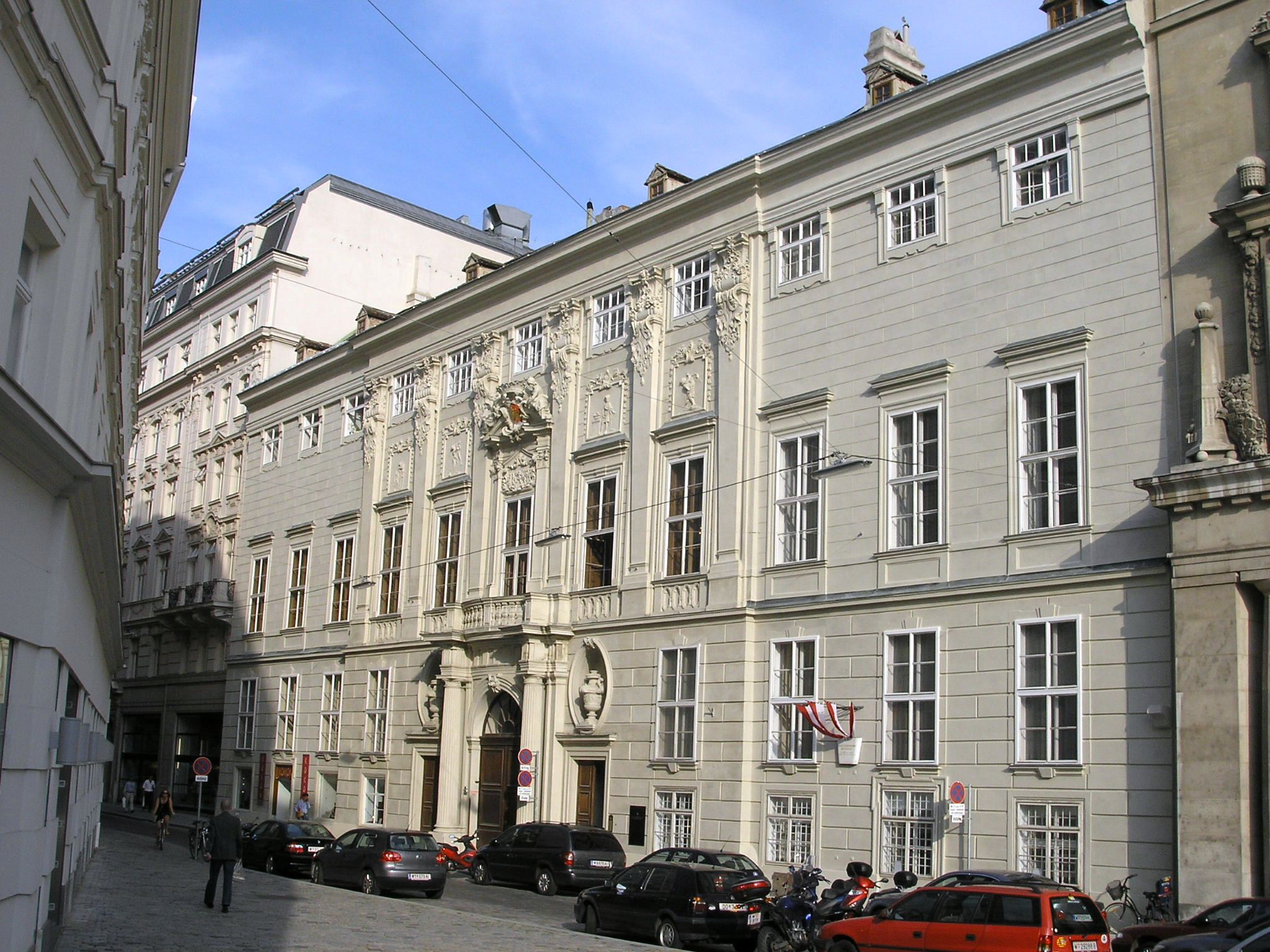
Le palais Schönborn-Batthyány à Vienne reste aujourd'hui propriété des comtes de Schönborn-Buchheim.
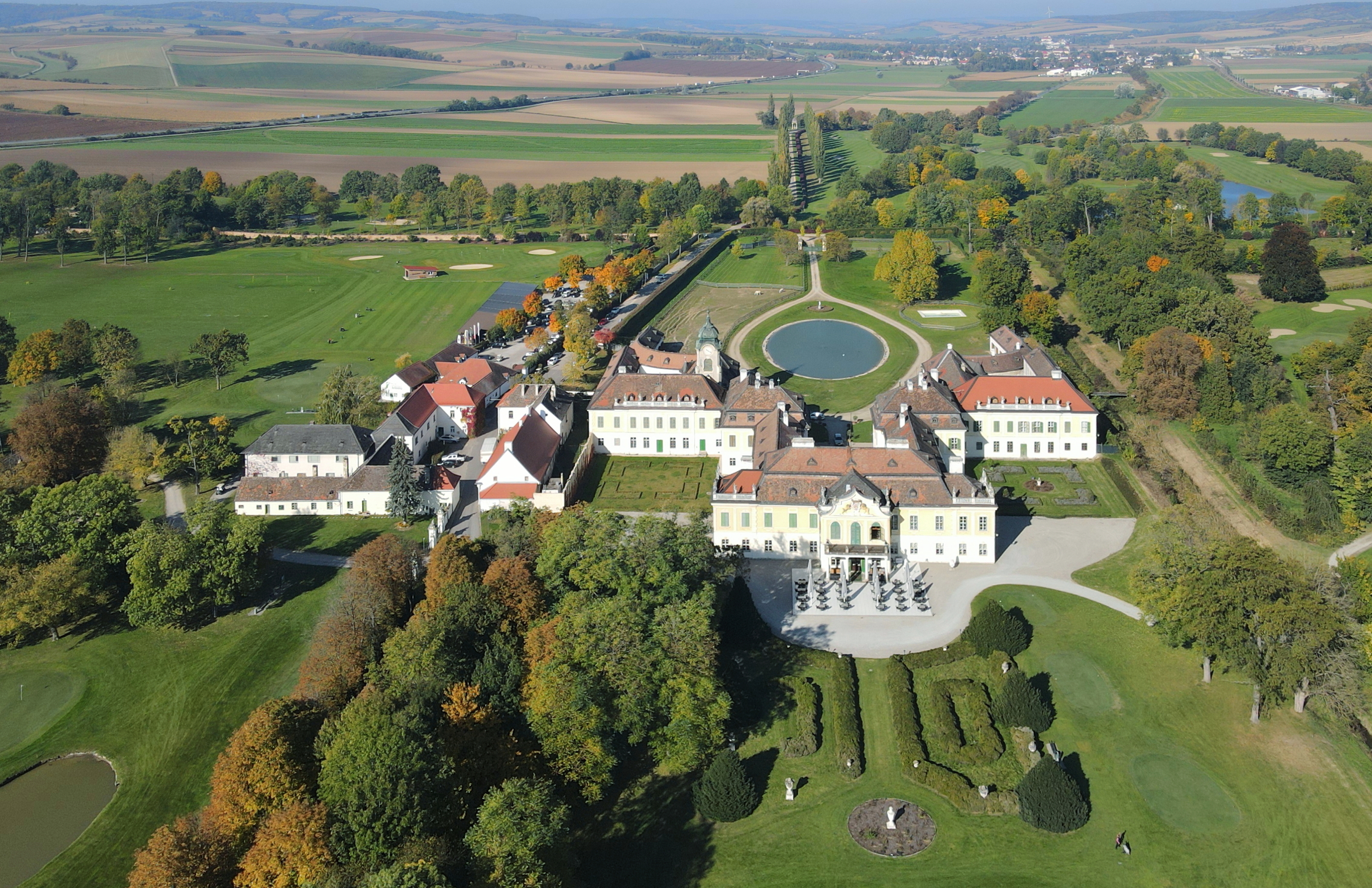
Le château de Göllersdorf, Autriche, édifié sur ordre de Frédéric-Charles (1674–1746), reste aujourd'hui propriété des comtes de Schönborn-Buchheim.
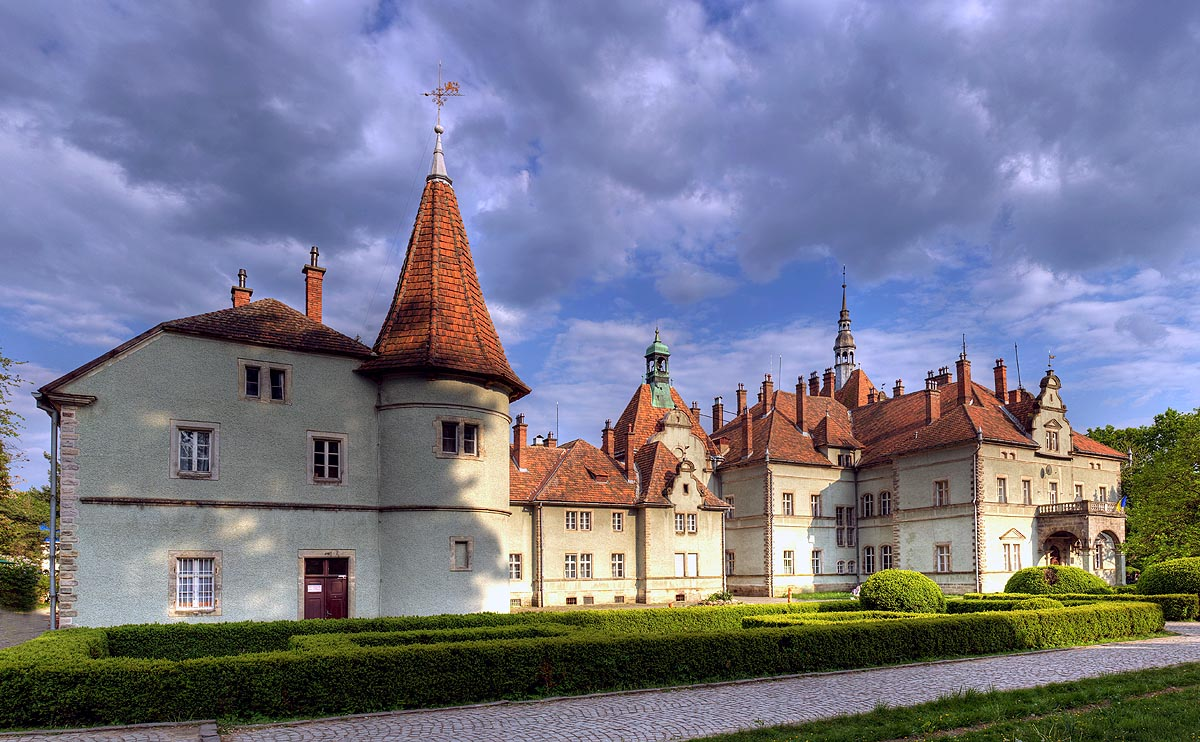
Château Beregvar en Ukraine.
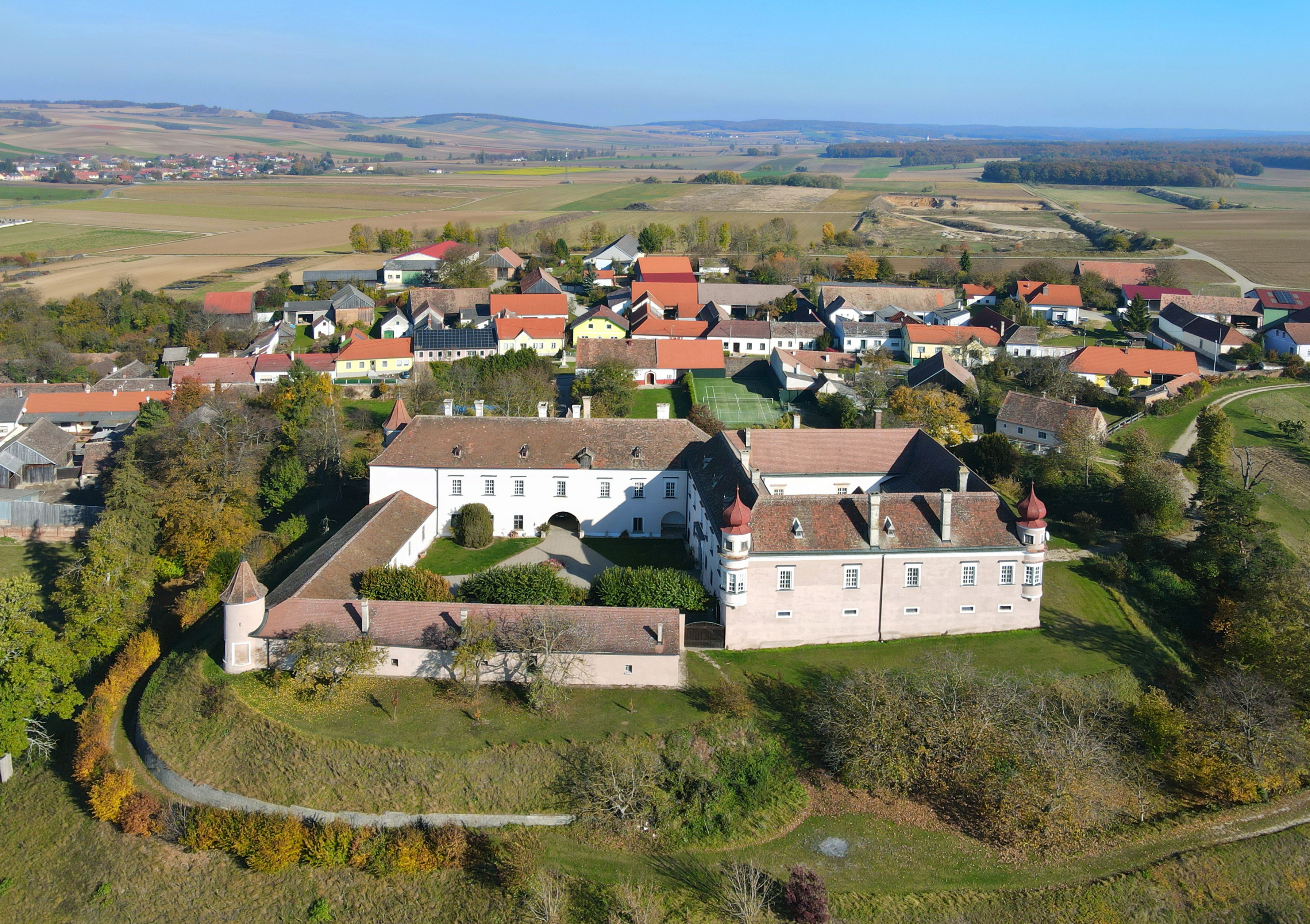
Le château de Weyerburg, Autriche, à ce jour résidence des comtes de Schönborn-Buchheim.

### Comtes de Schönborn-Wiesentheid (Bavière)
- Franz (1776–1840)
- Hugo (1805–1865)
- Klemens (1810–1877)
- Arthur (1846–1915)
- Erwein (1877–1942)
- Karl (1916–1998)
- Paul (1964)

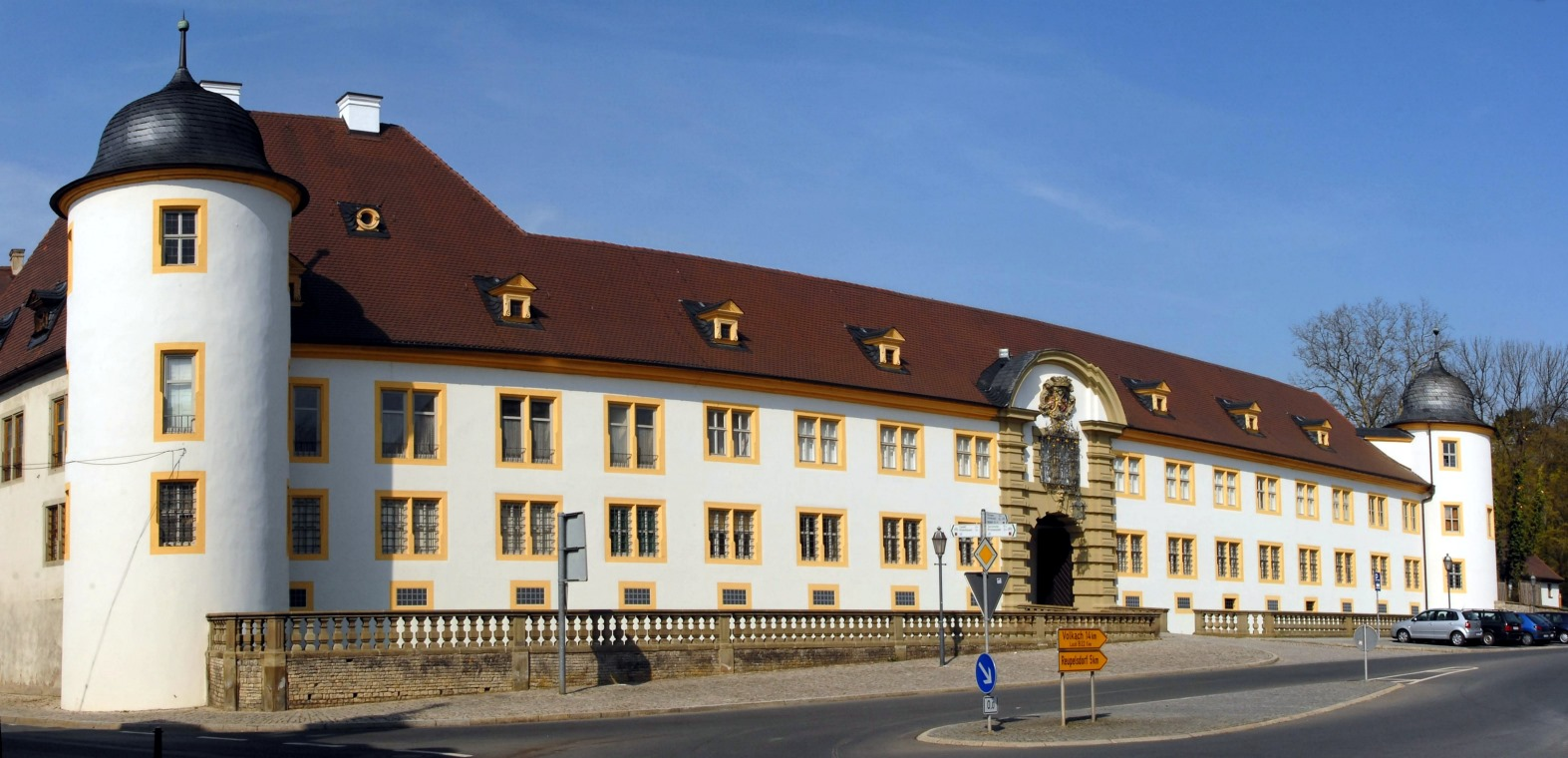
Château de Wiesentheid
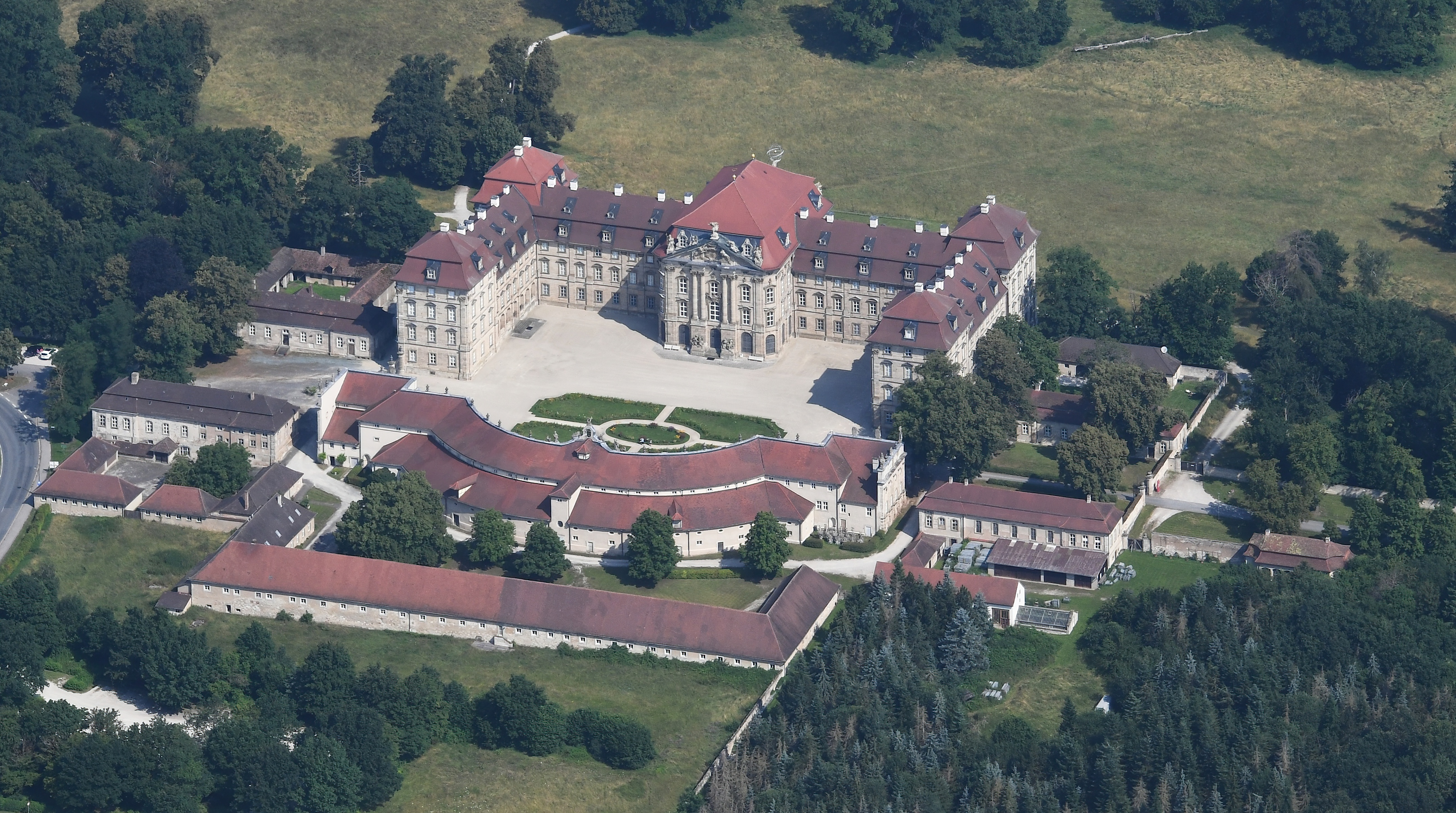
Château de Weissenstein à Pommersfelden
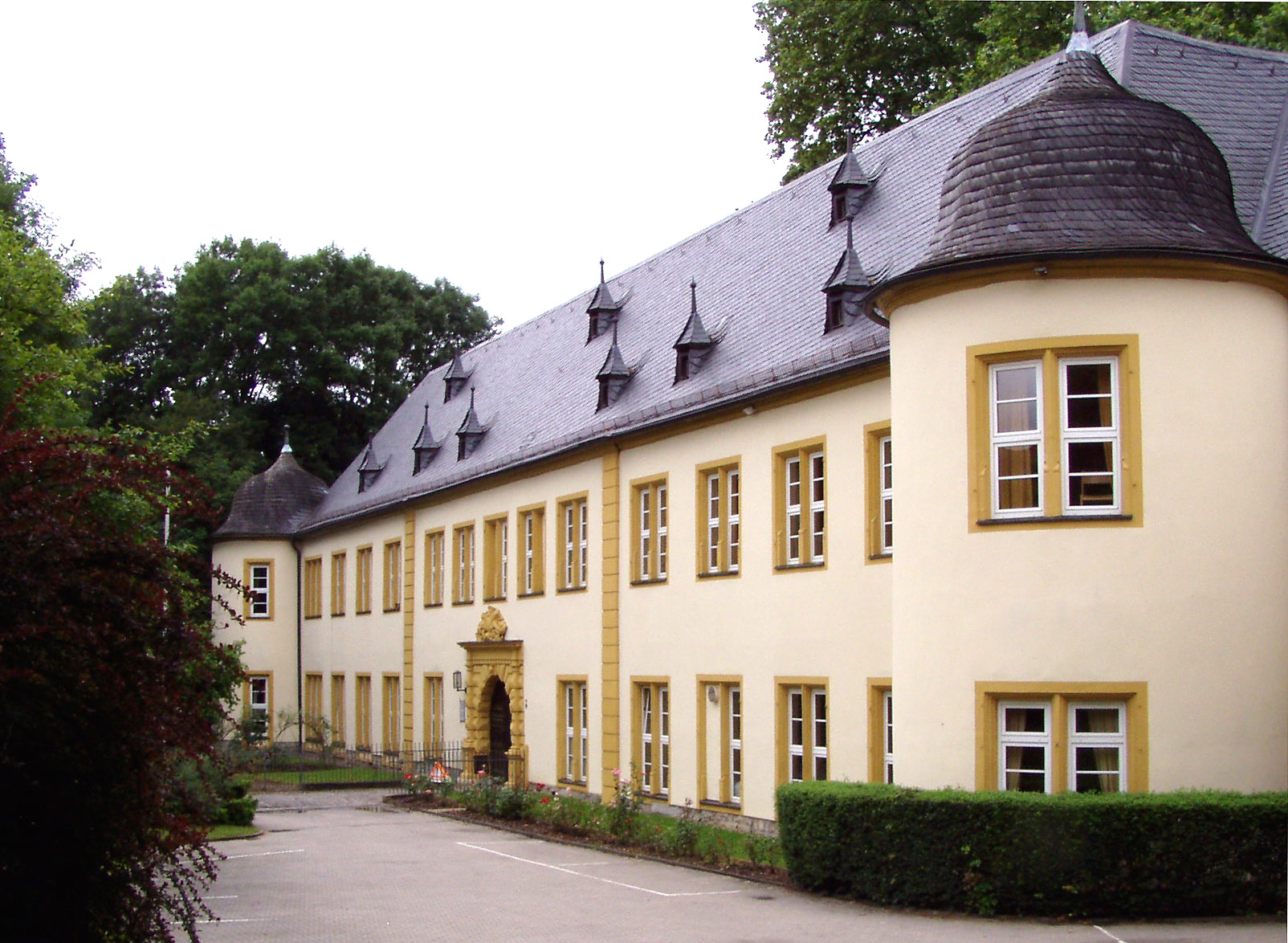
Château de Gaibach
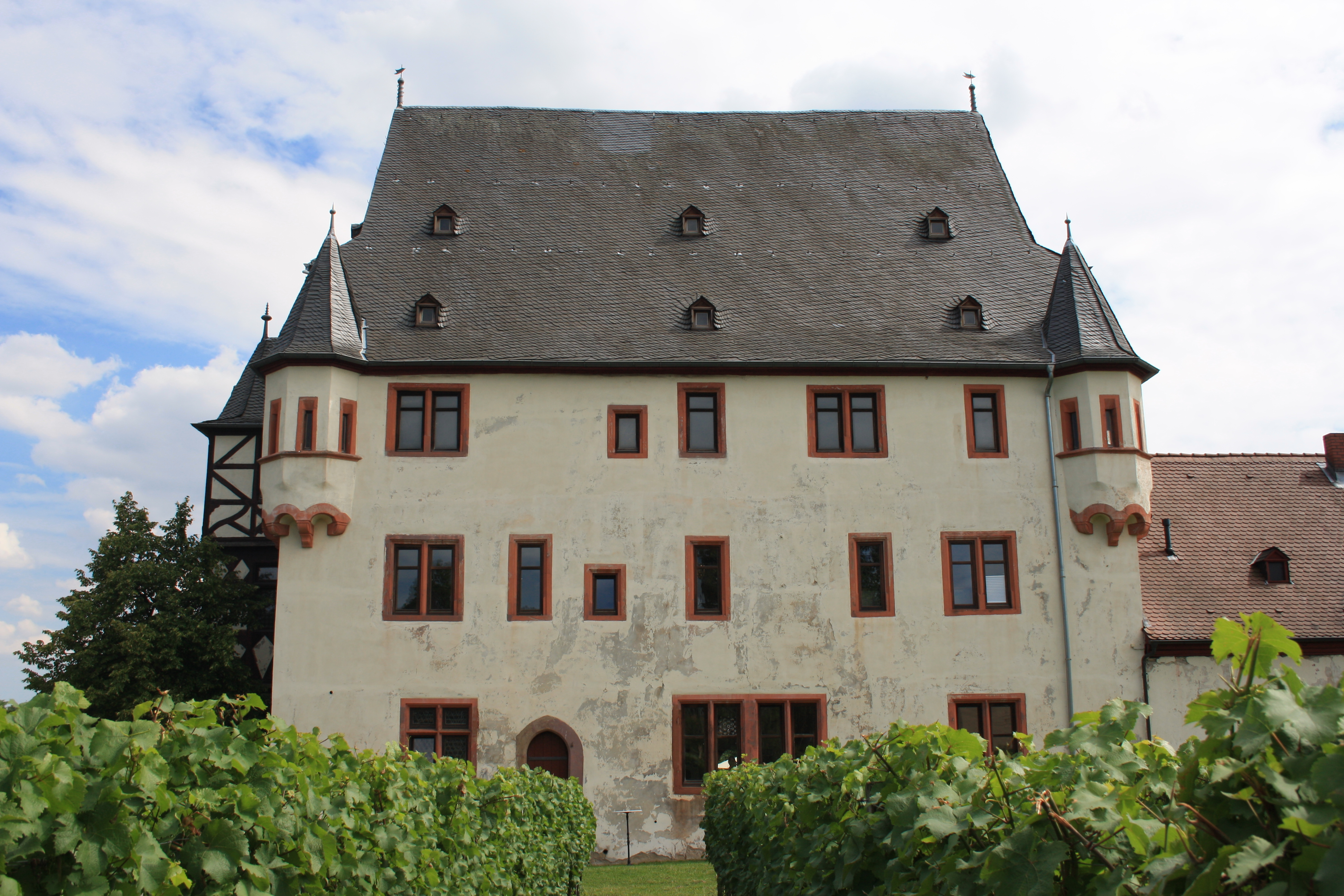
Domaine vinicole Château Geisenheim
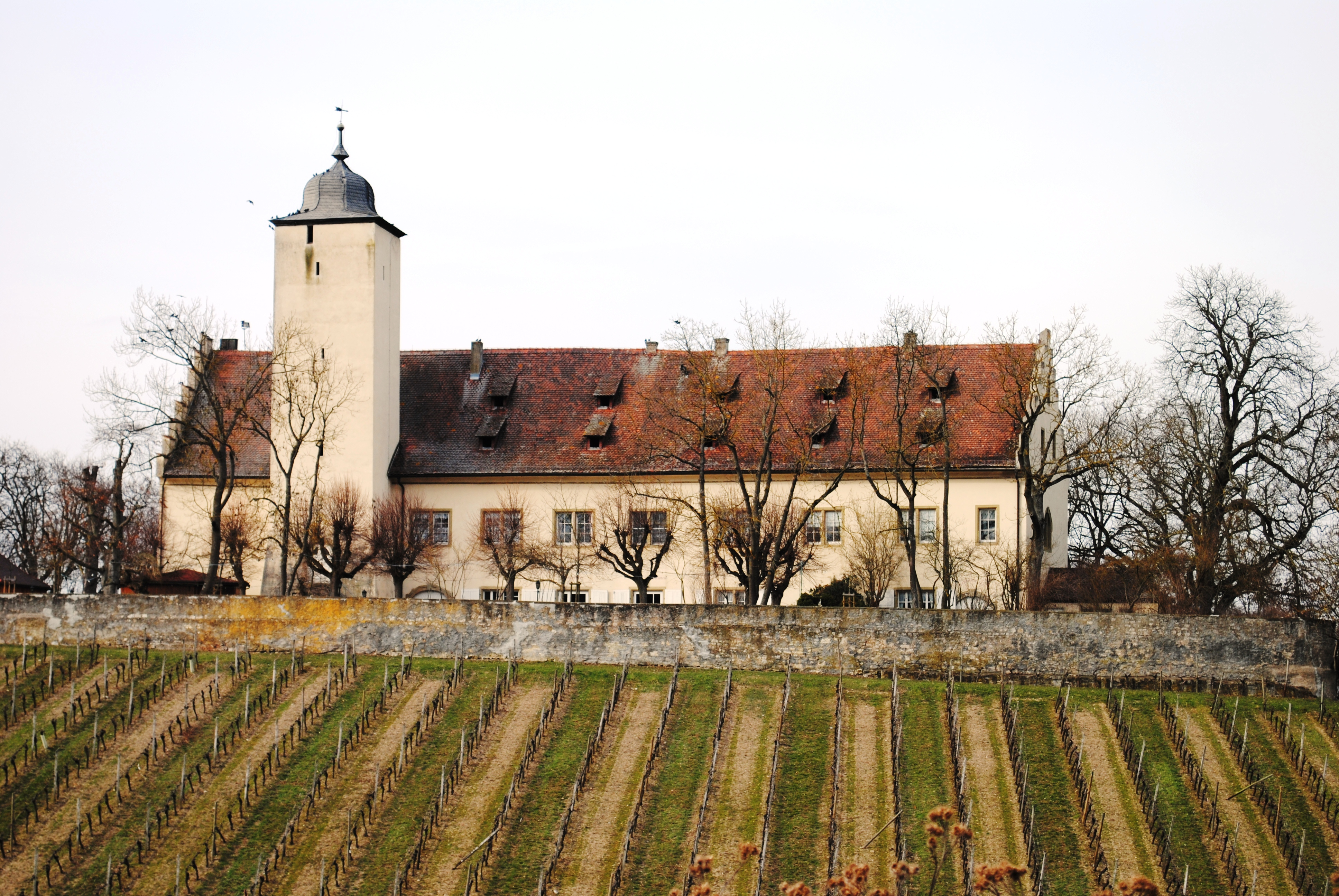
Domaine vinicole Château Hallburg
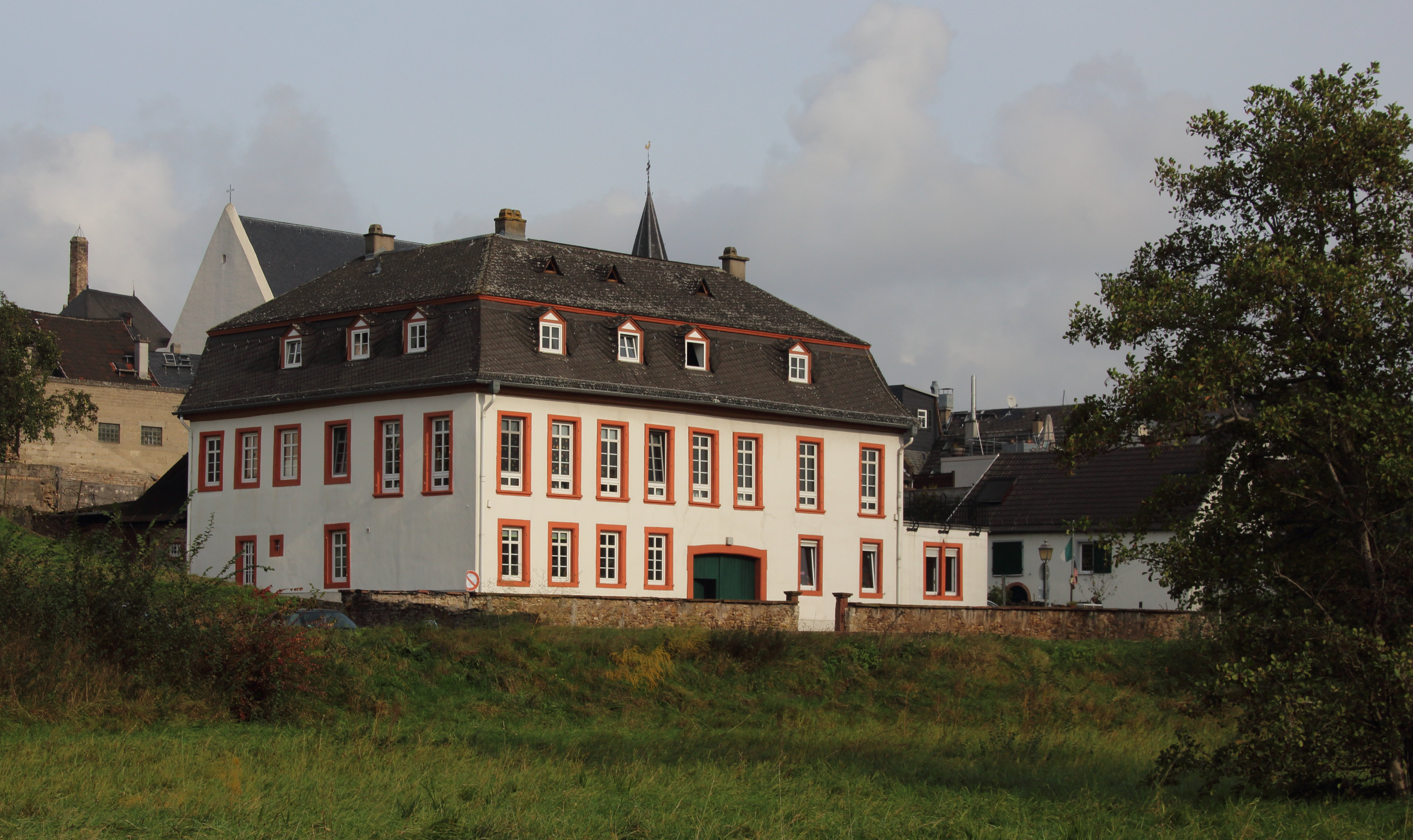
Domaine vinicole Château Hattenheim

### Comtes de Schönborn (Bohême)
- Friedrich (1781–1849)
- Erwein (1812–1881), frère du Cardinal François de Paule de Schönborn (1844–1899), archevêque de Prague
- Karl (1840–1908)
- Johann (1864–1912)
- Karl Johann (1890–1952)
- Hugo-Damian (1916–1979)
- Philipp (1943), frère du cardinal Christoph Schönborn, archevêque de Vienne

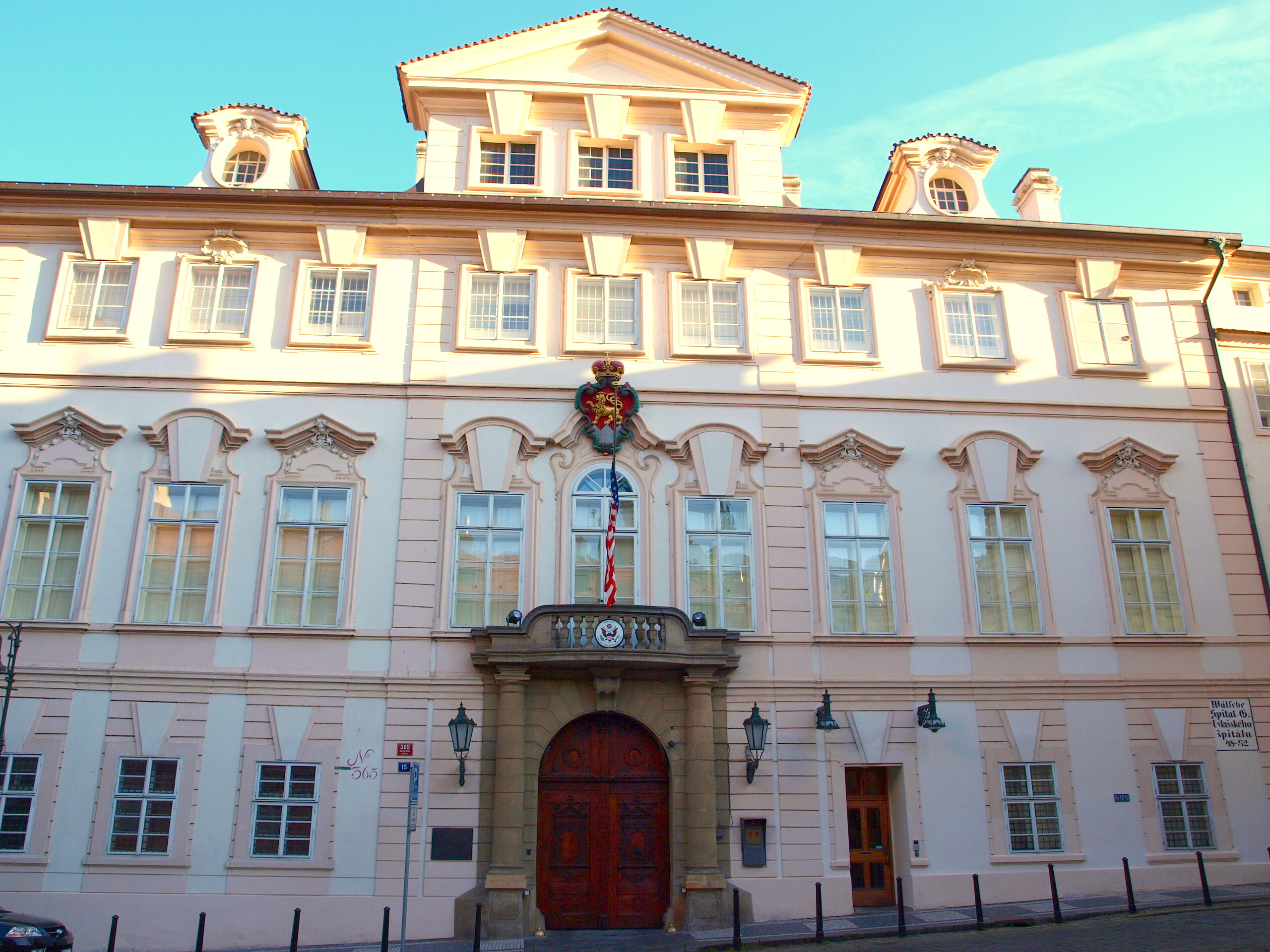
Le palais Schönborn à Prague
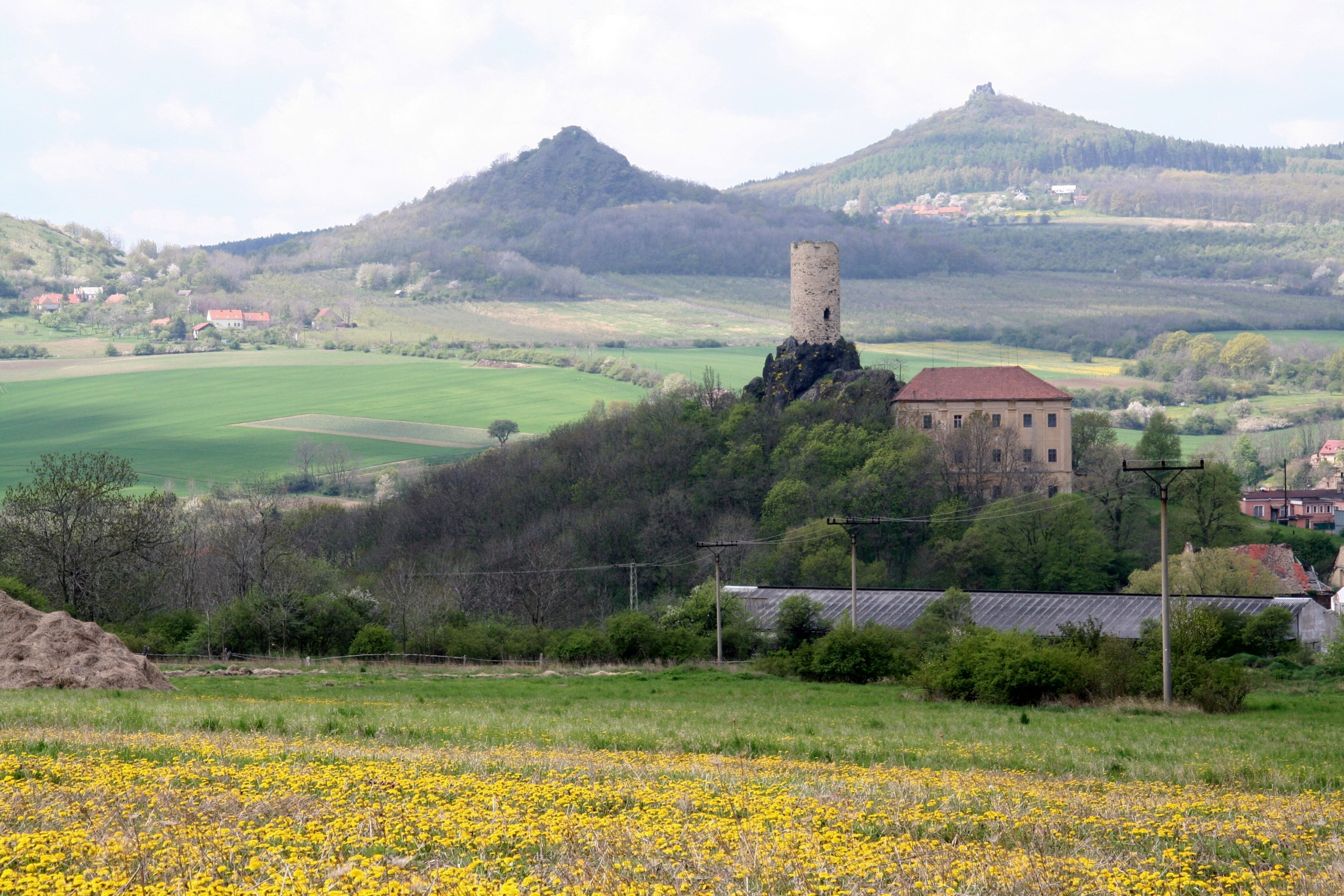
Le château de Skalka, Tchéquie, lieu de naissance du cardinal Christophe, comte de Schönborn (* 1945)

### Bâtisseurs de l'ère baroque
La maison de Schönborn, en particulier ses prélats dirigeants de l'Église catholique romaine, comptait parmi les plus importants bâtisseurs de l'architecture baroque sud-allemande. Alors que les domaines privés, dont une grande partie appartient encore aujourd'hui à la famille, étaient de taille plus modeste, parfois d'origine ancienne, les églises, monastères, résidences ecclésiastiques et hôpitaux construits par les évêques de Schönborn étaient d'une grandeur et d'une splendeur immenses. Leur financement n'était possible qu'avec des économies florissantes, que les évêques de Schönborn ont fait de leur mieux pour maintenir et améliorer. Balthasar Neumann, leur célèbre architecte de la cour, est responsable d'un bon nombre de ces bâtiments, des autres étaient Johann Dientzenhofer, Maximilian von Welsch et Johann Lukas von Hildebrandt. La famille a donné le nom de Schönbornzeit (Âge des Schönborns) à une époque (1642-1756), parfois évoquée avec nostalgie dans la conscience populaire comme une ère de prospérité. Aujourd'hui, le terme Schönbornzeit désigne un style particulier du baroque rhénan et franconien.

### Églises
Plus de 100 églises ont été construites sous le règne des évêques de Schönborn, notamment par Balthasar Neumann, parmi lesquelles:

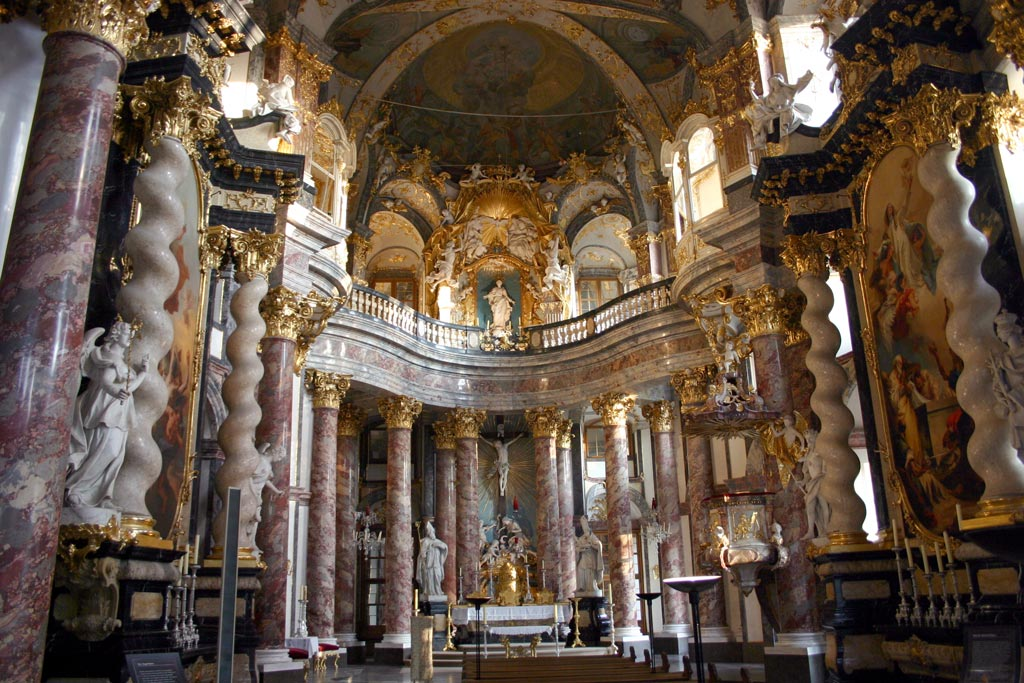
Chapelle de la Résidence de Würzburg
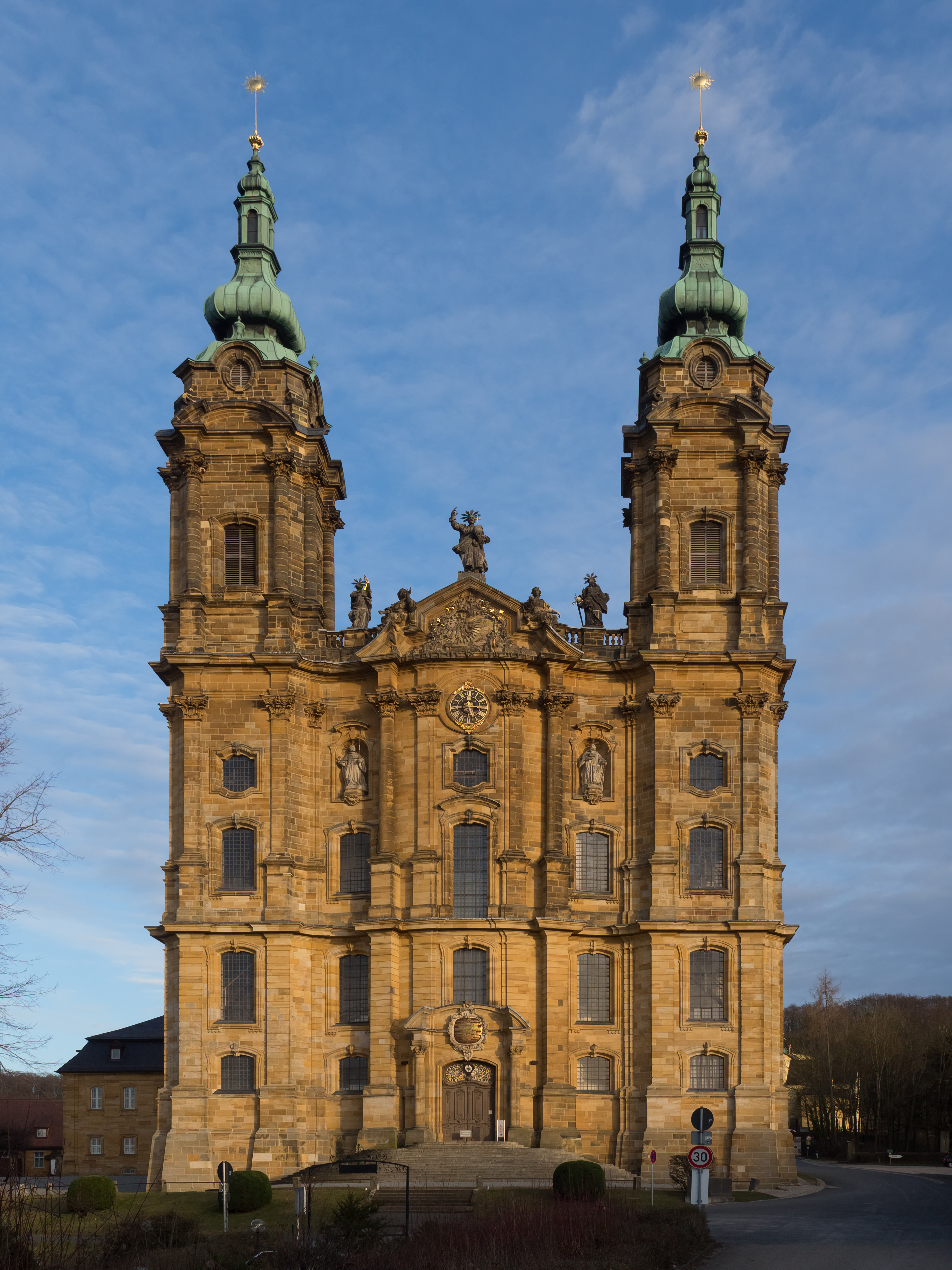
Basilique de Vierzehnheiligen
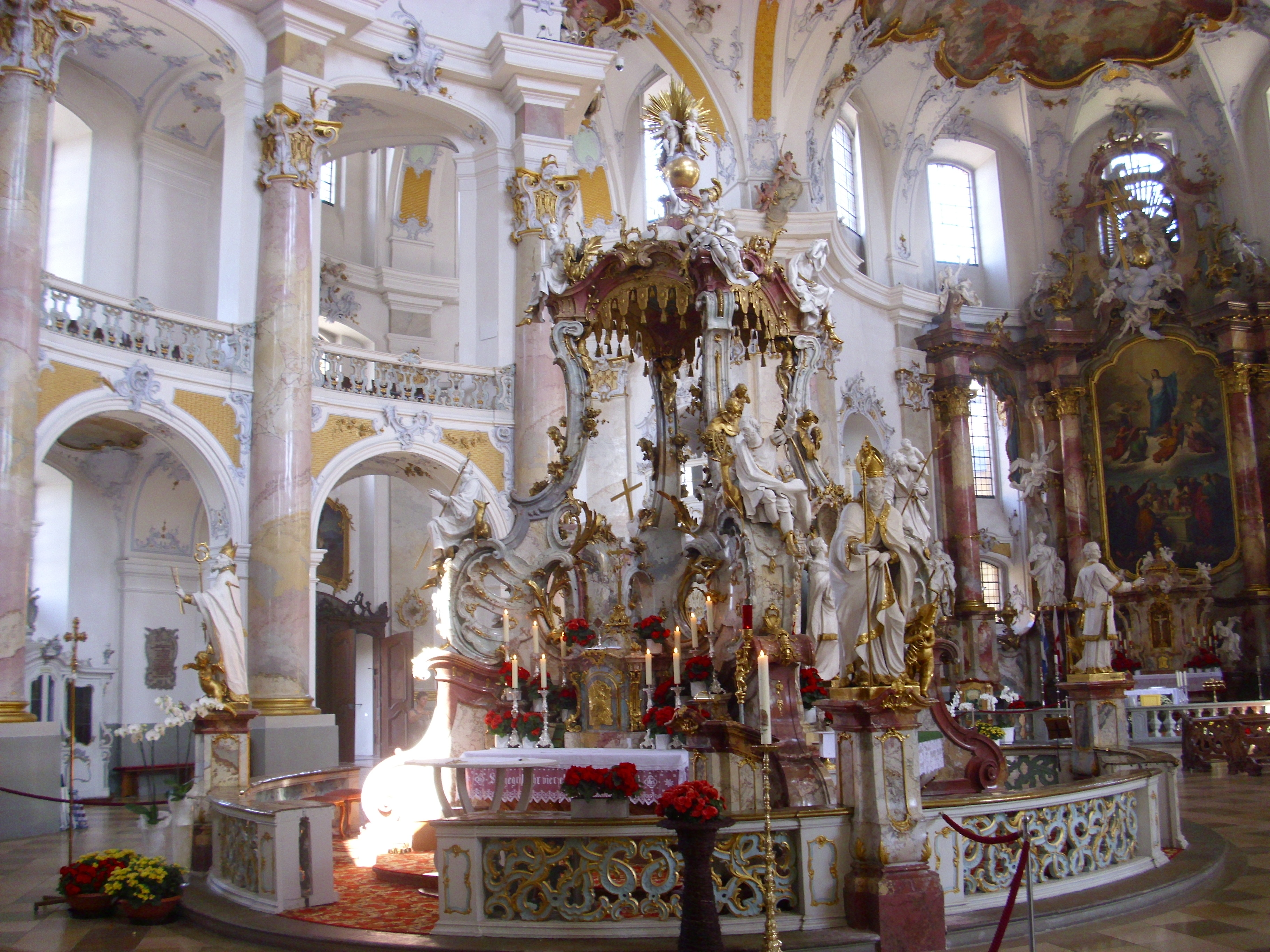
Basilique de Vierzehnheiligen
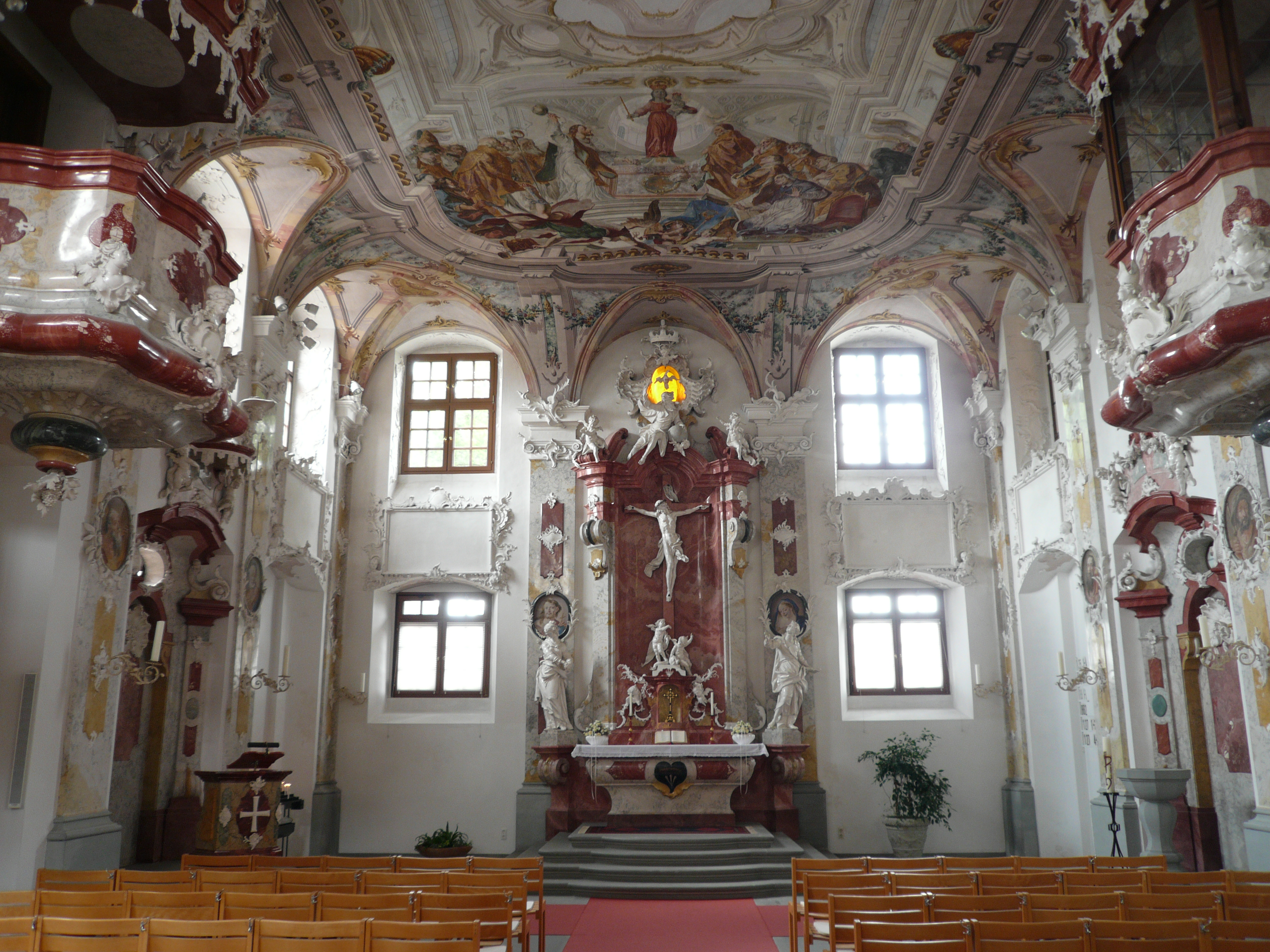
Chapelle de la Résidence de Meersburg
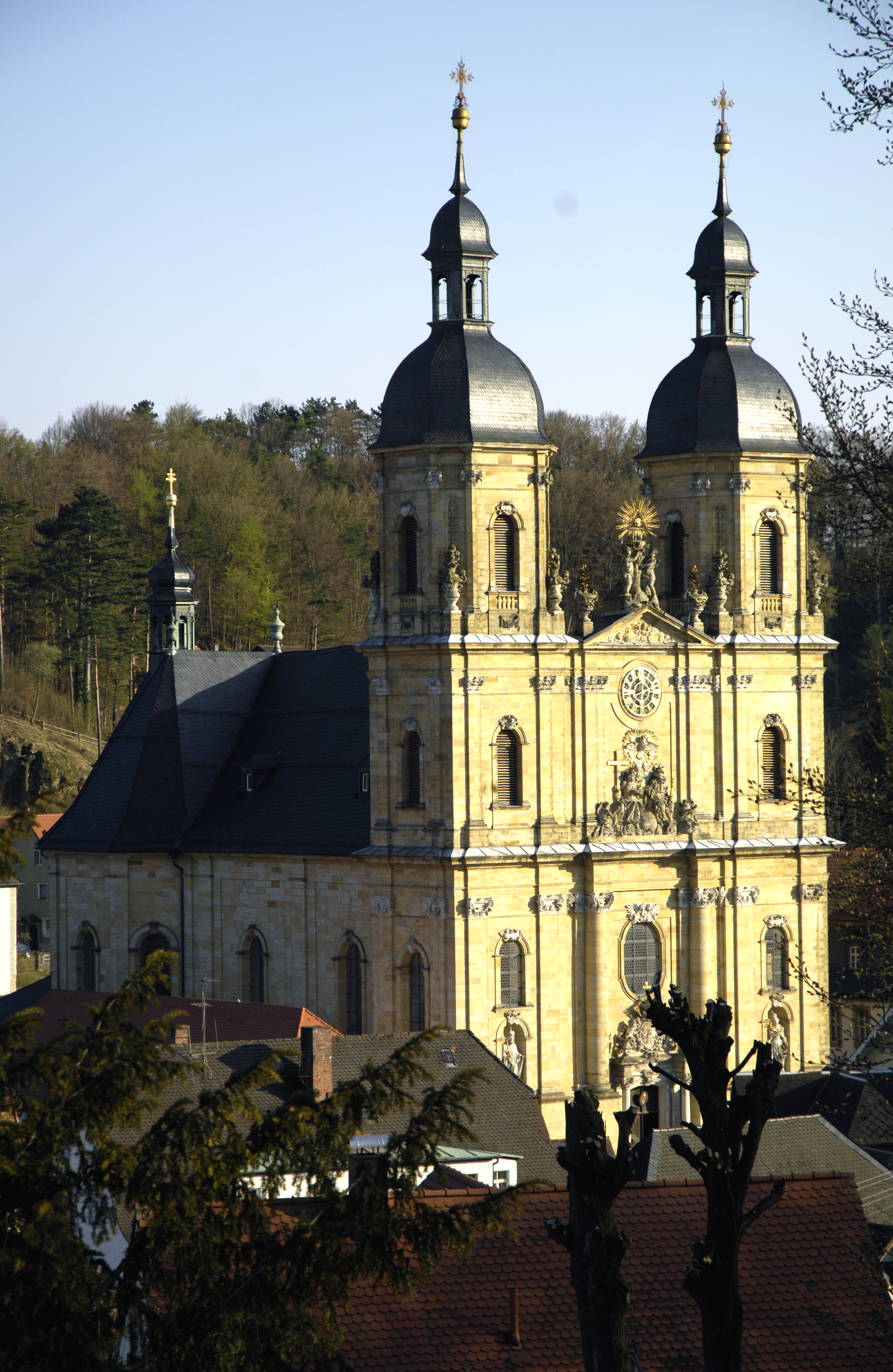
Église de la Sainte-Trinité de Gößweinstein
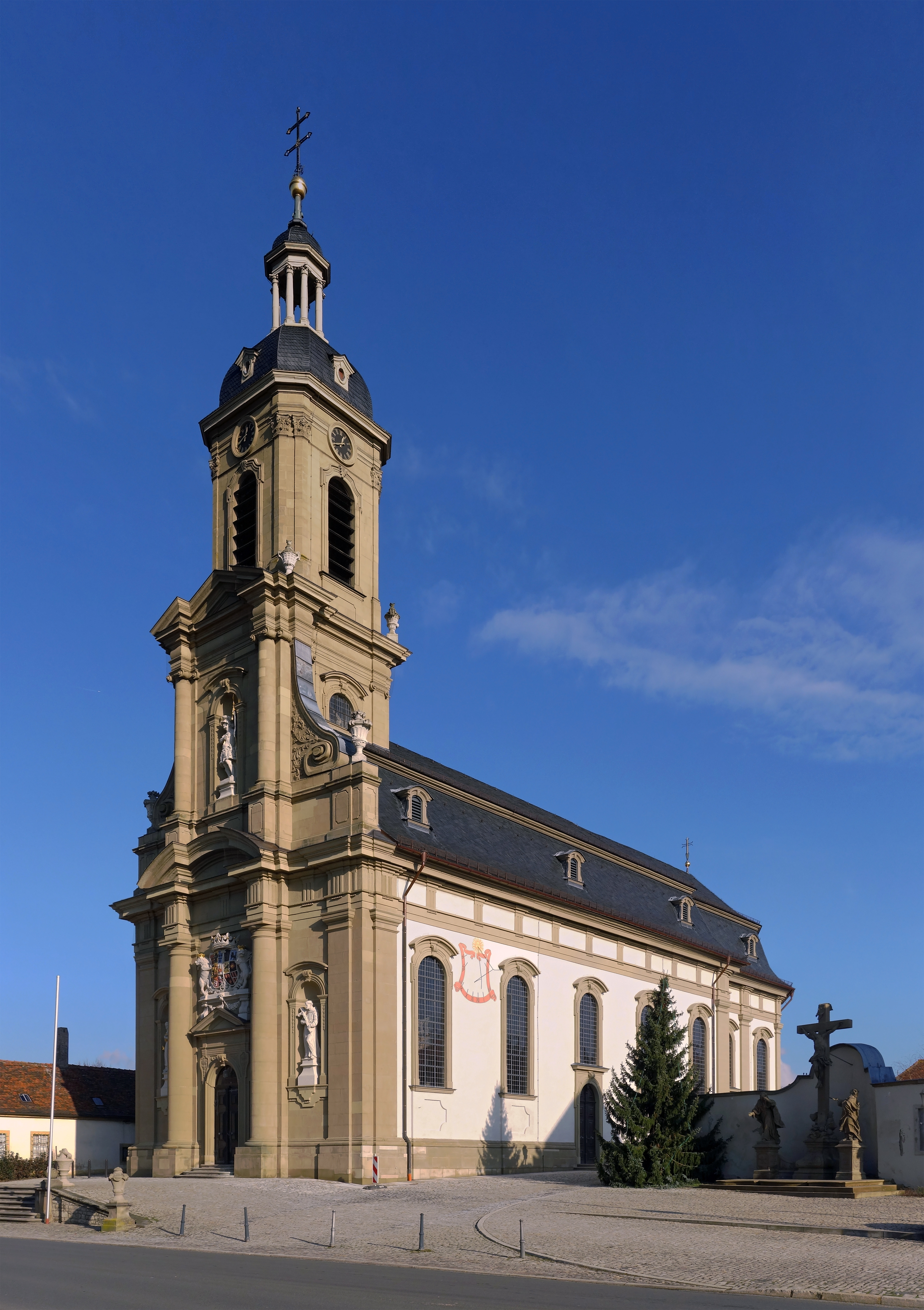
Église de Saint Maurice, Wiesentheid
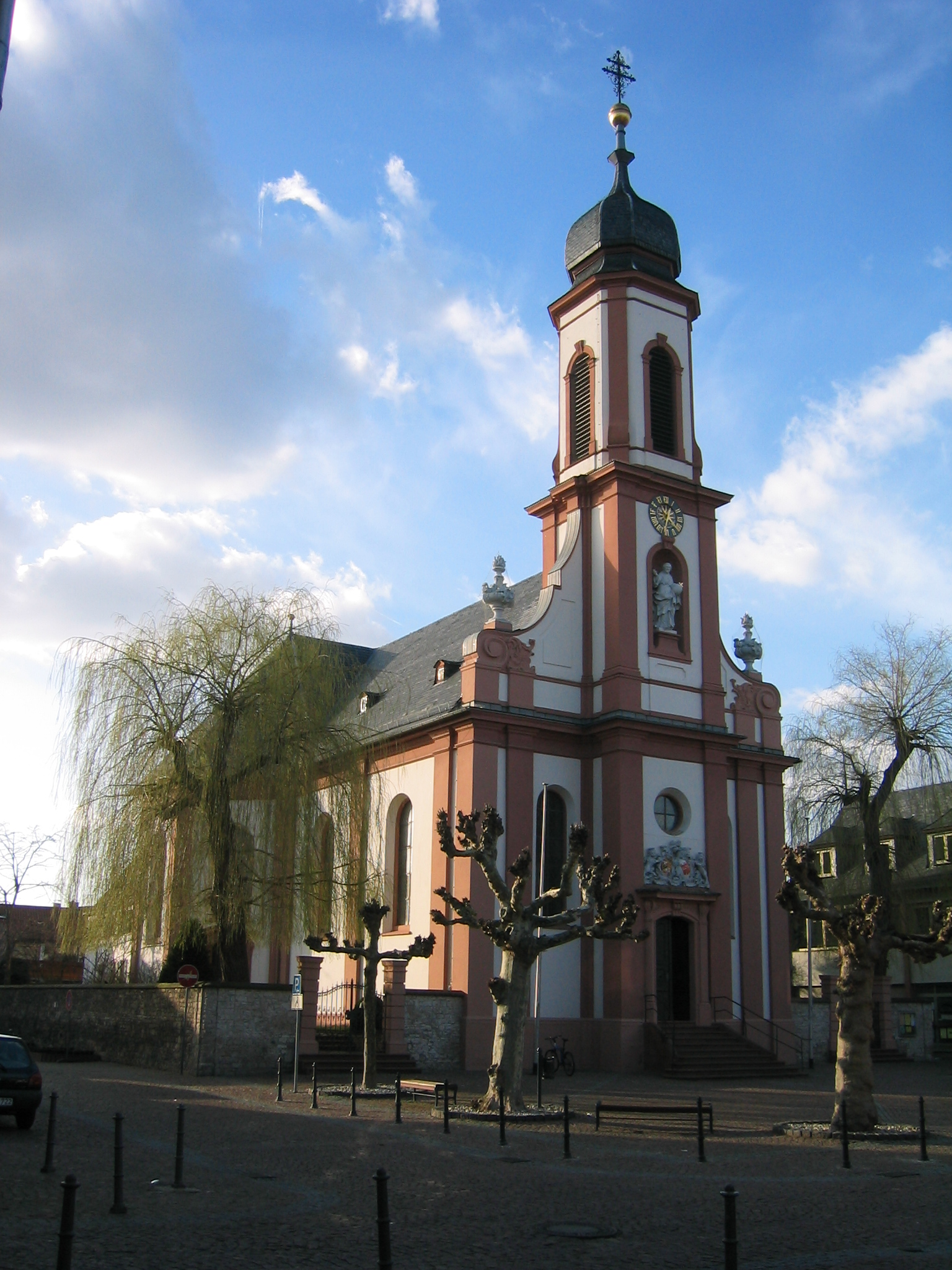
Église de Sainte Cécile, Heusenstamm
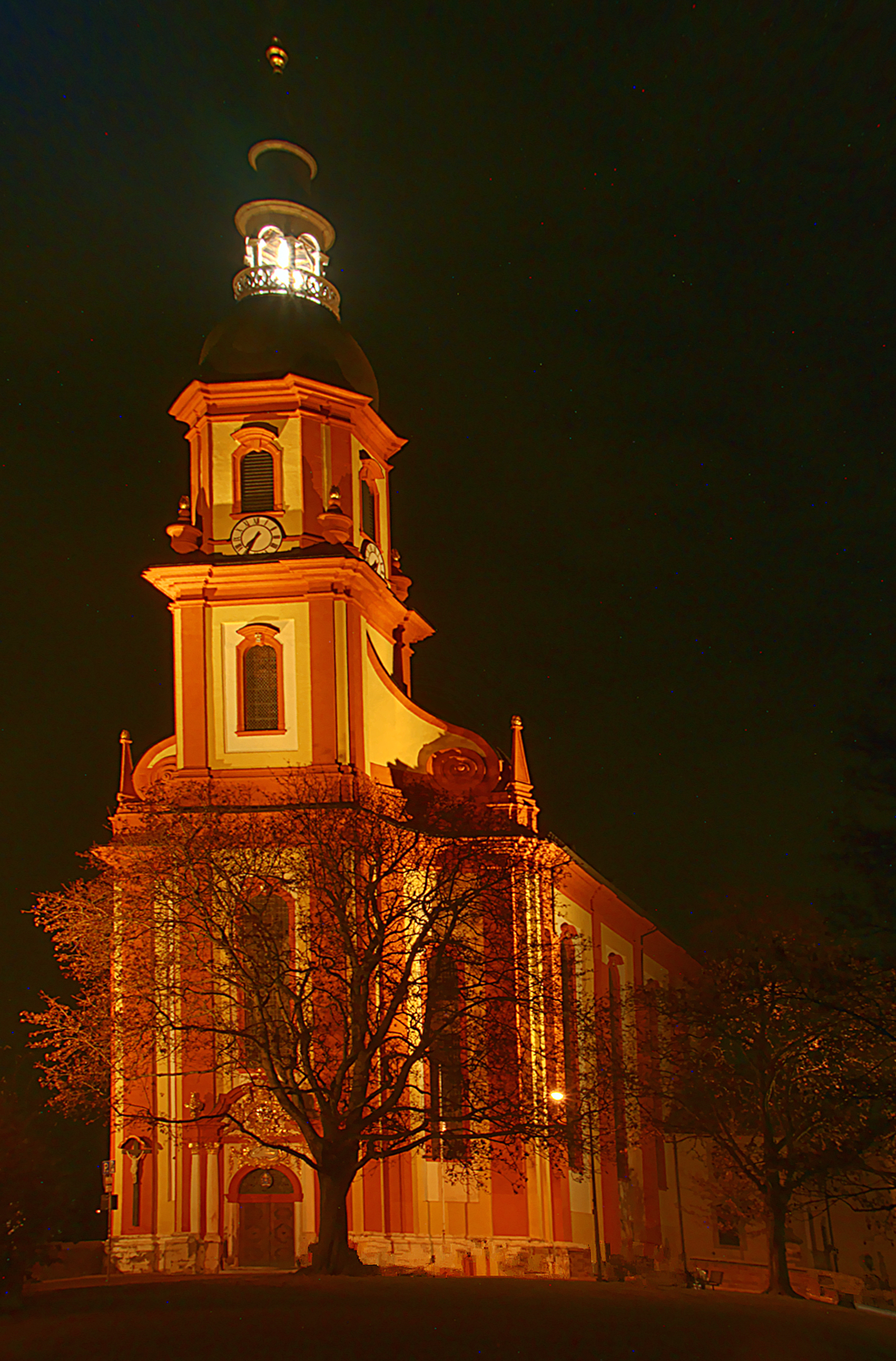
Basilique Saint-Paulin de Trèves
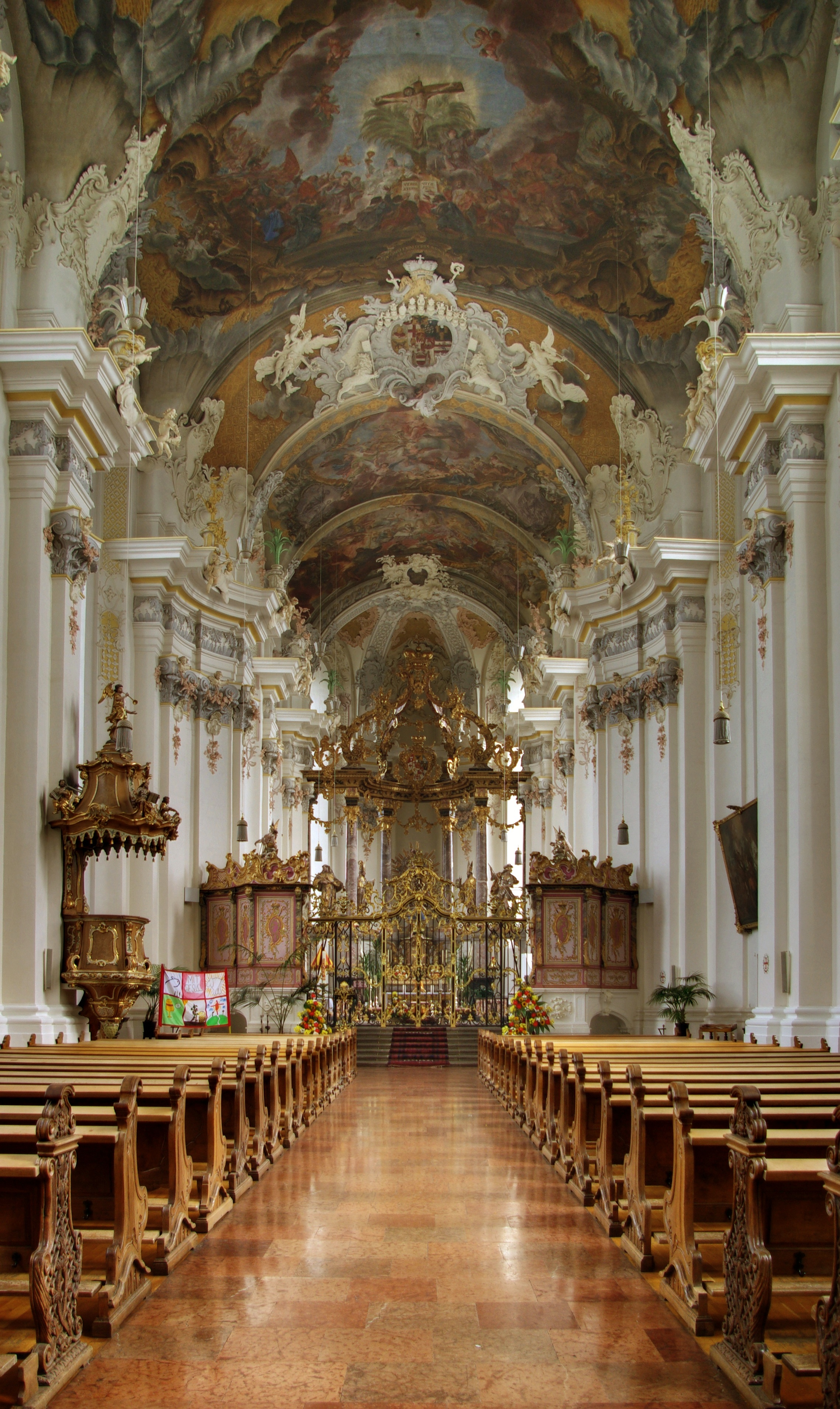
Saint-Paulin de Trèves
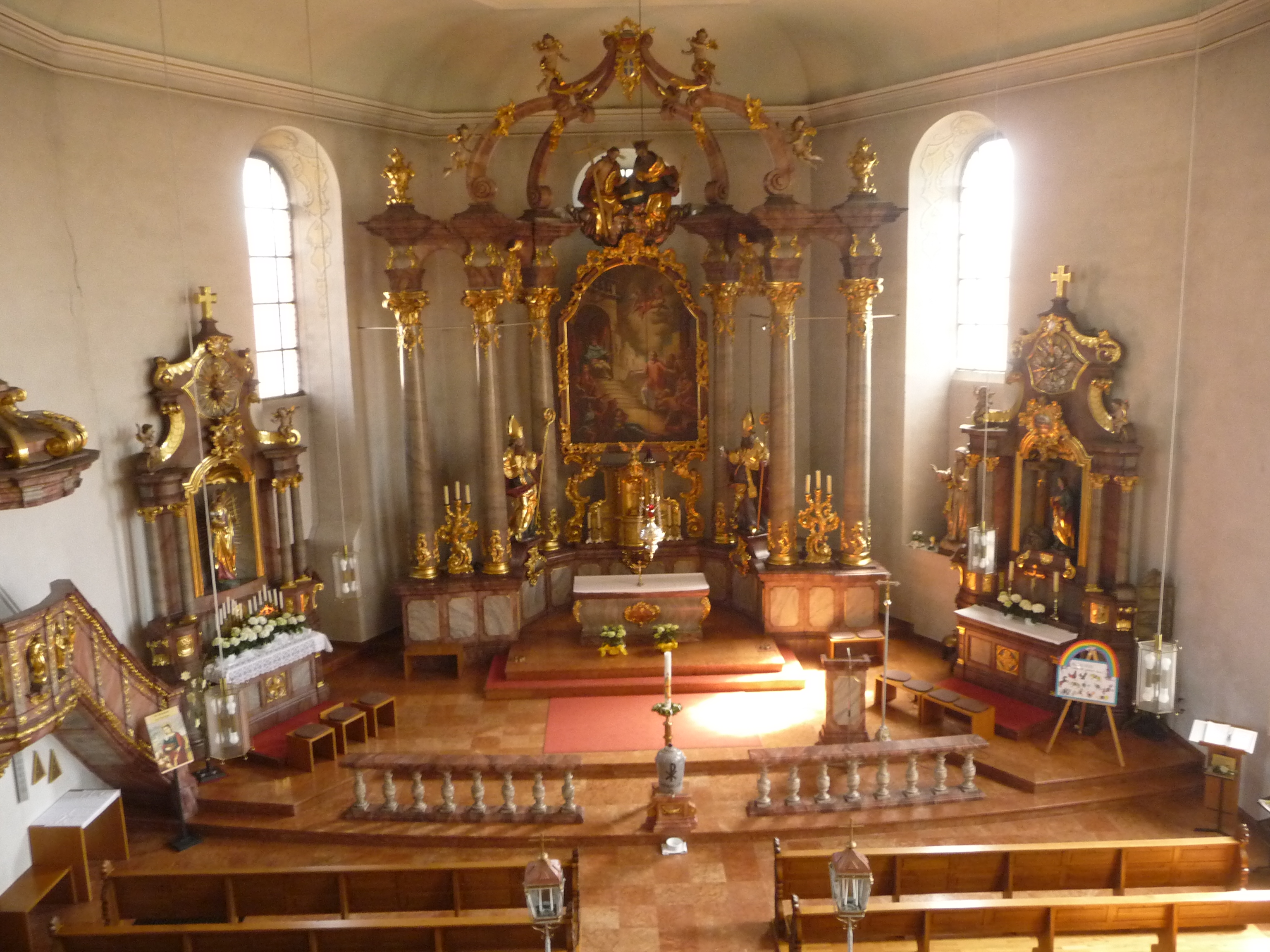
Saint Laurence de Dirmstein
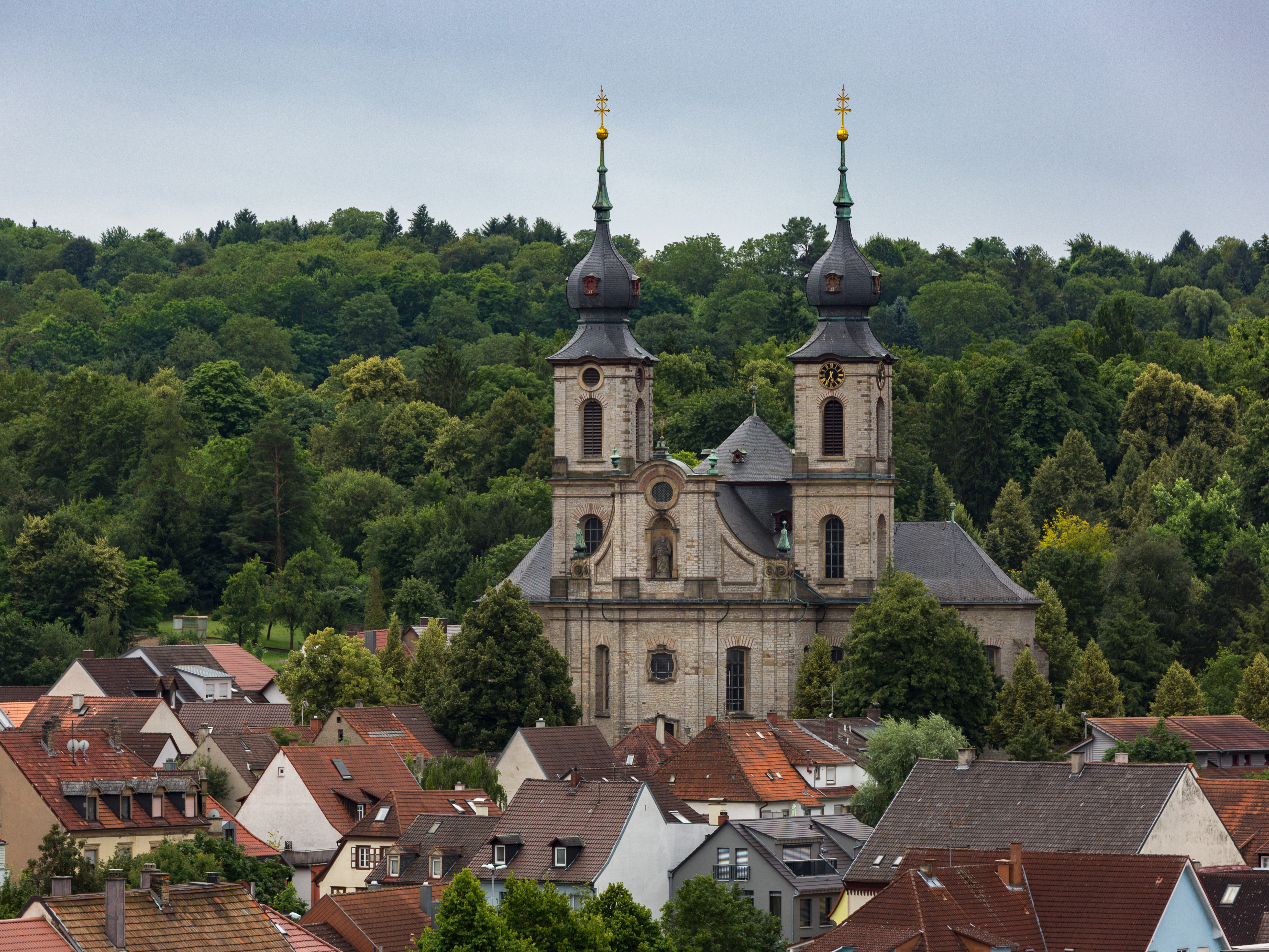
Saint Pierre de Bruchsal
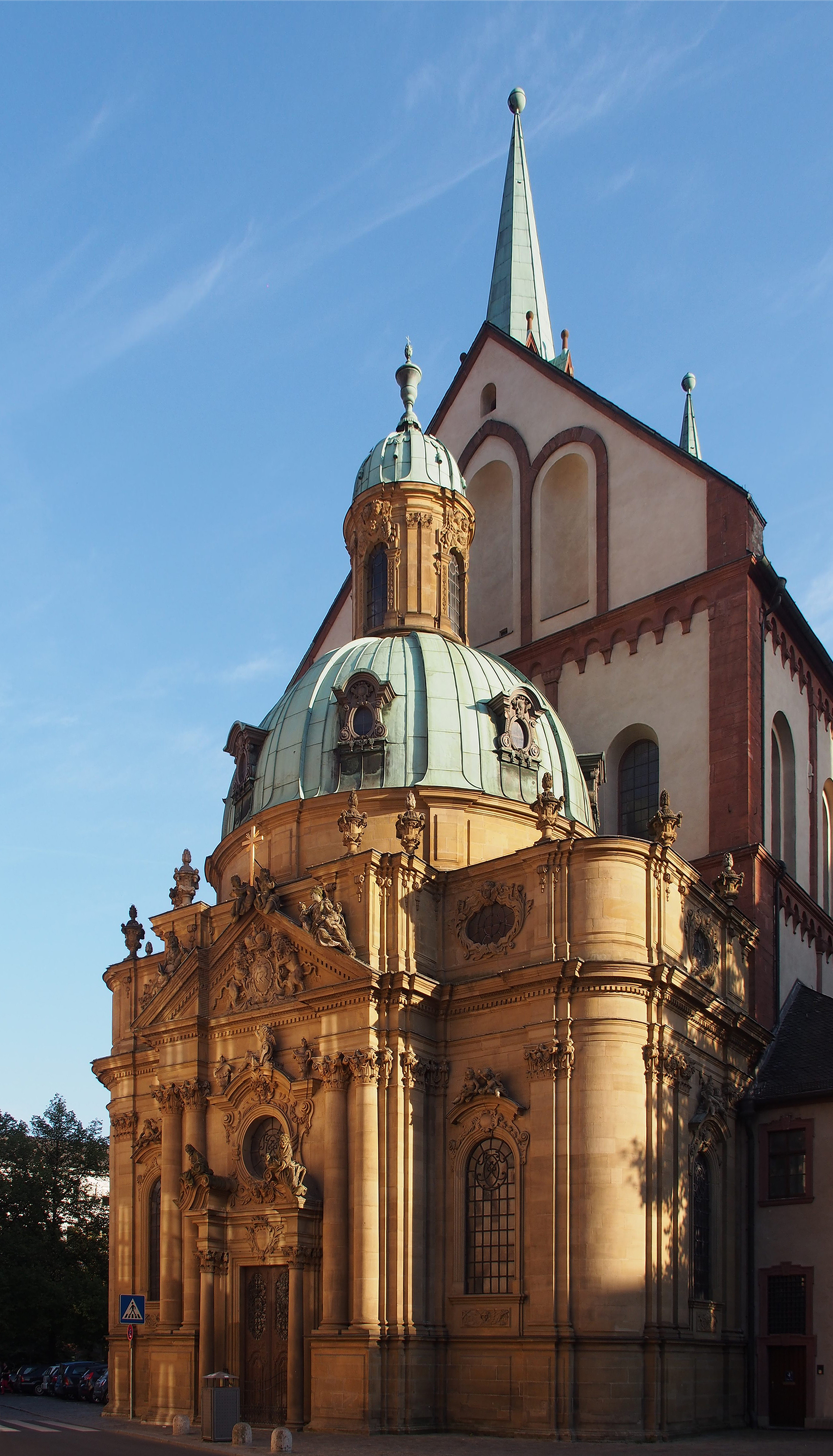
La chapelle funéraire des Schönborn, rattachée à la Cathédrale de Wurtzbourg.

### Résidences épiscopales

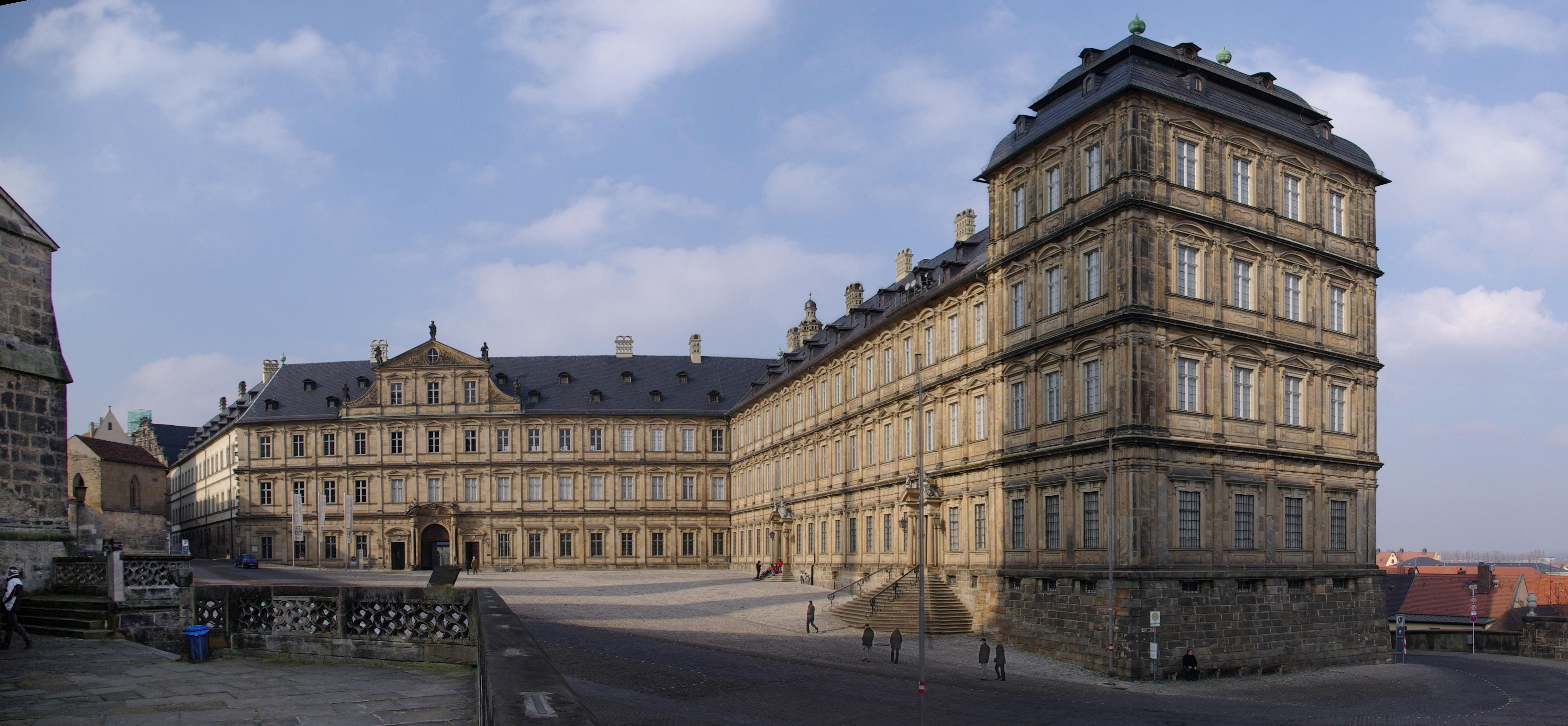
Nouvelle résidence de Bamberg, édifié entre 1697 et 1703 sur ordre de Lothaire-François de Schönborn, prince-évêque de Bamberg, prince-archevêque et électeur de Mayence
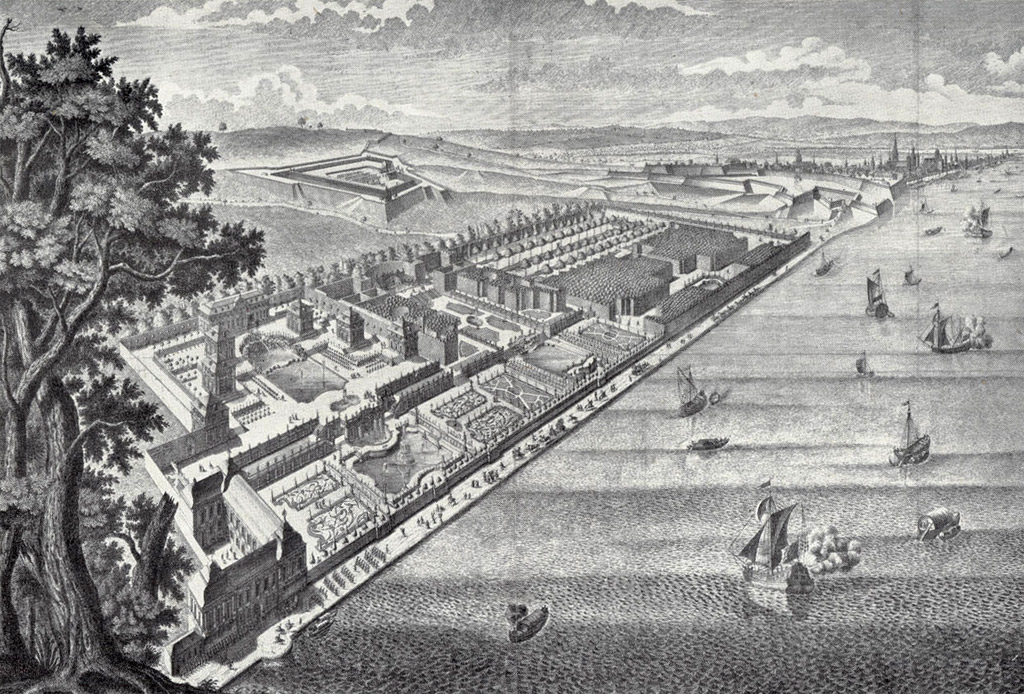
Château de La Favorite (Mayence), édifié entre 1700 et 1722 sur ordre de Lothaire-François de Schönborn, prince-archevêque et électeur de Mayence
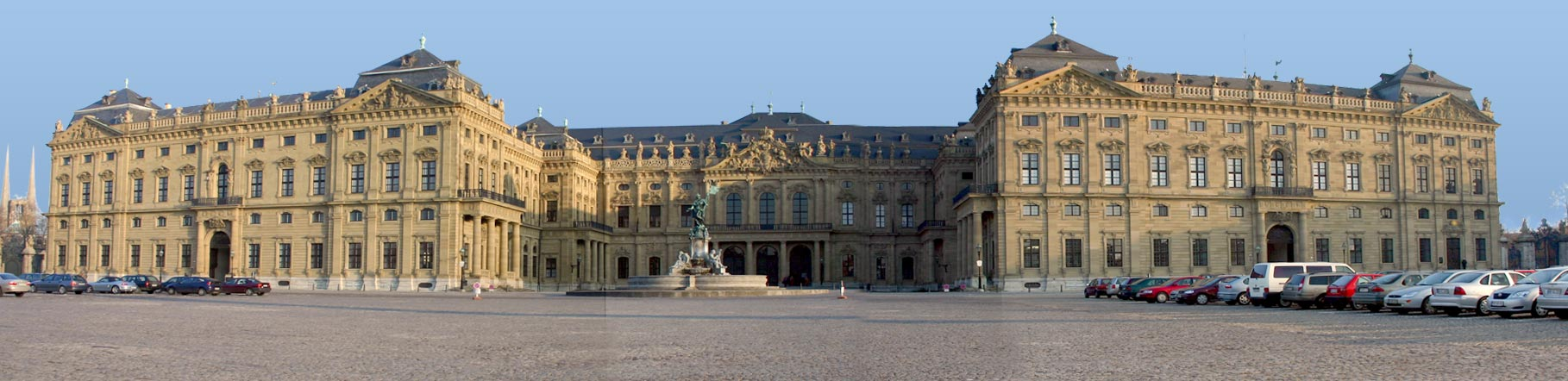
Résidence de Würzburg, édifié entre 1719 et 1744 pour Jean-Philippe-François de Schönborn, prince-évêque de Wurtzbourg et Frédéric-Charles de Schönborn-Buchheim, prince-évêque de Wurtzbourg et de Bamberg
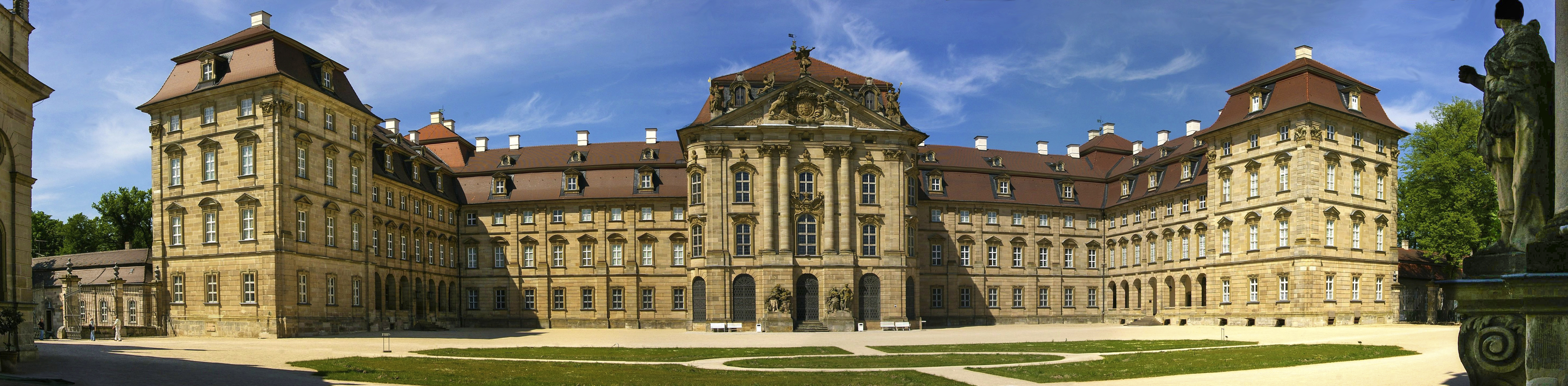
Le Château Weissenstein, édifié entre 1711 et 1718 sur ordre de Lothar Franz von Schönborn, prince-évêque de Bamberg et électeur de Mayence, reste aujourd'hui propriété des comtes de Schönborn-Wiesentheid
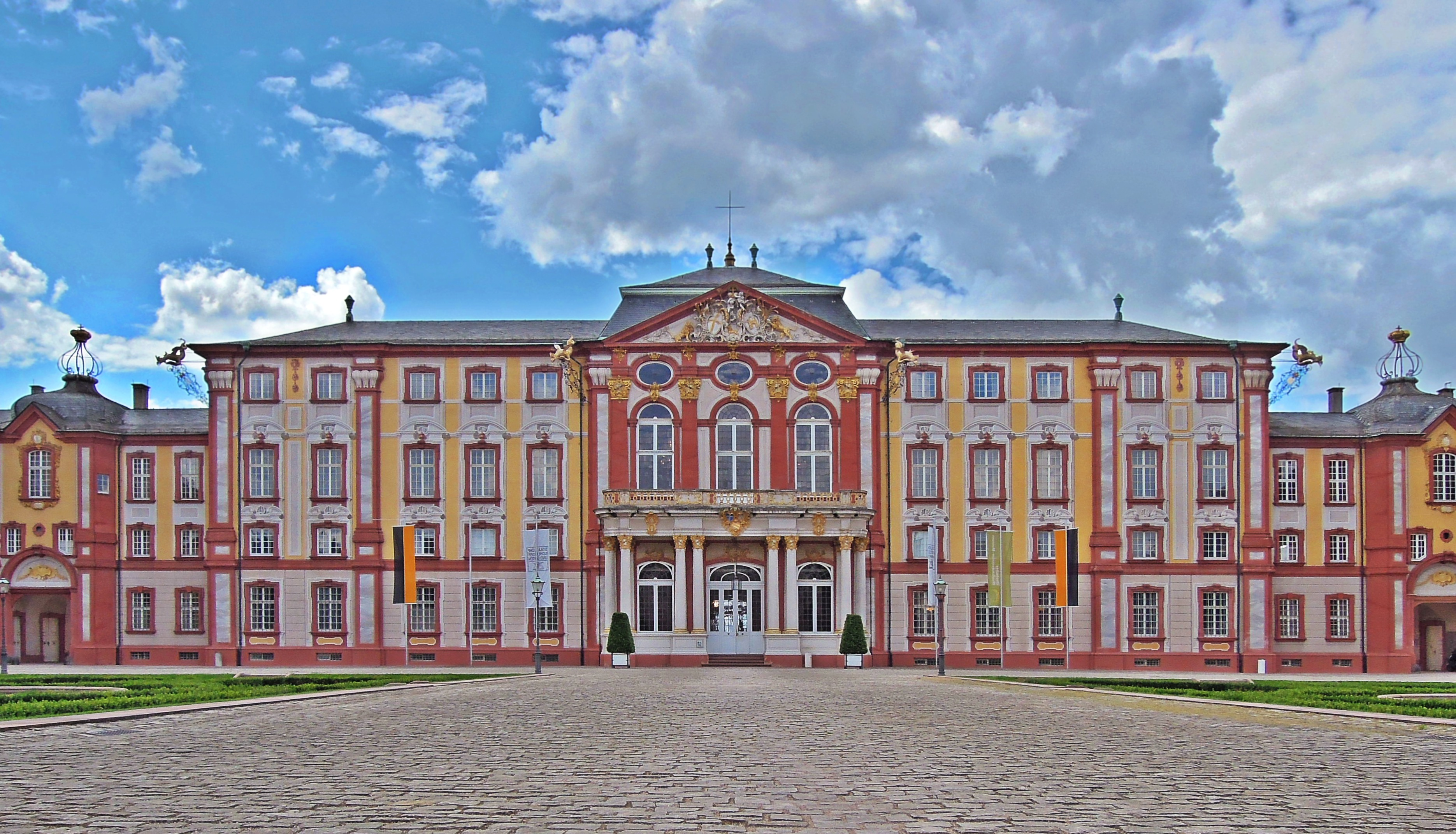
Château de Bruchsal, édifié entre 1720 et 1755 sur ordre du cardinal Damien de Schönborn-Buchheim, prince-évêque de Spire, évêque de Constance
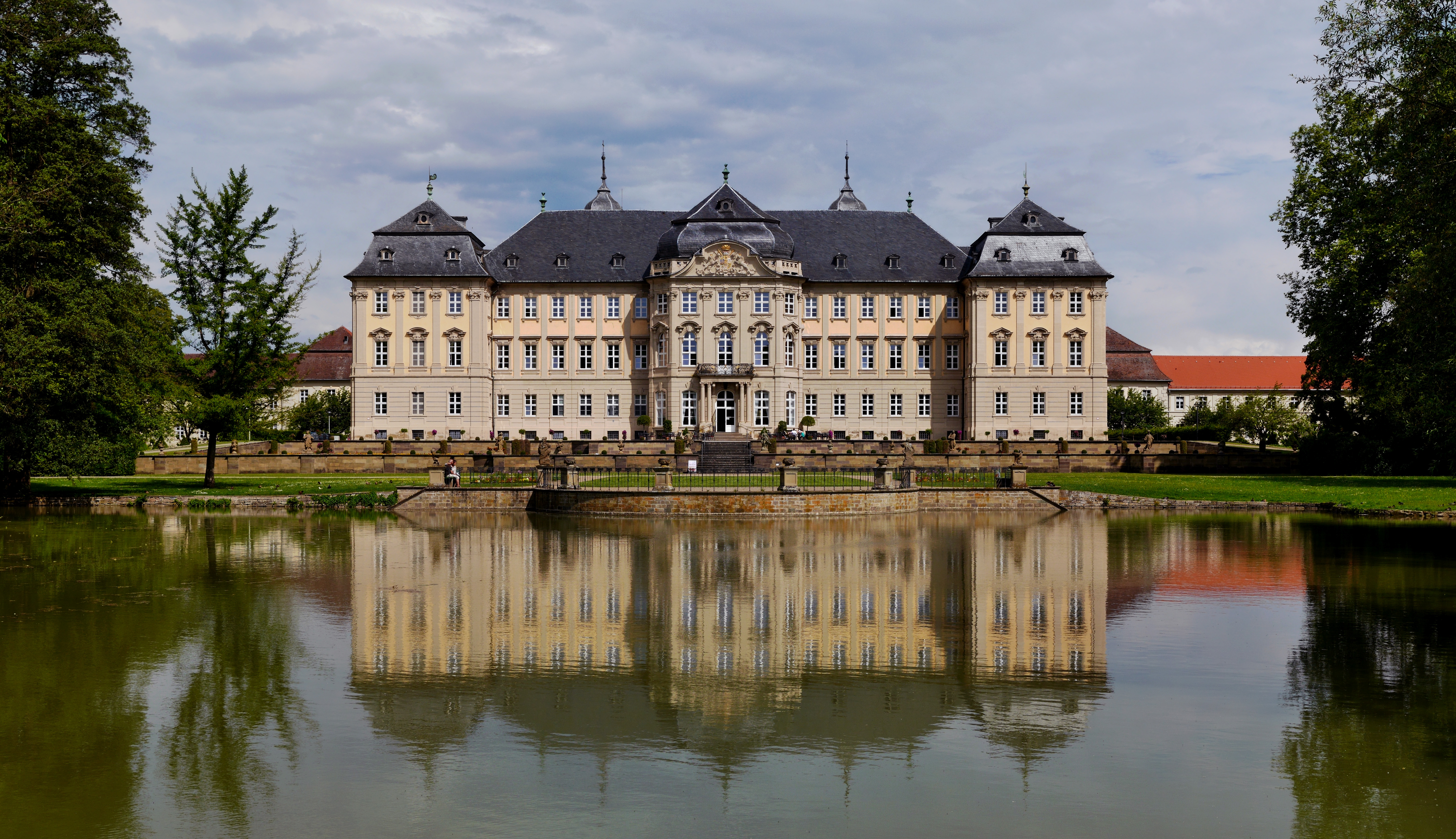
Château de Werneck, édifié entre 1733 et 1745 sur ordre de Frédéric-Charles de Schönborn-Buchheim, prince-évêque de Wurtzbourg et de Bamberg
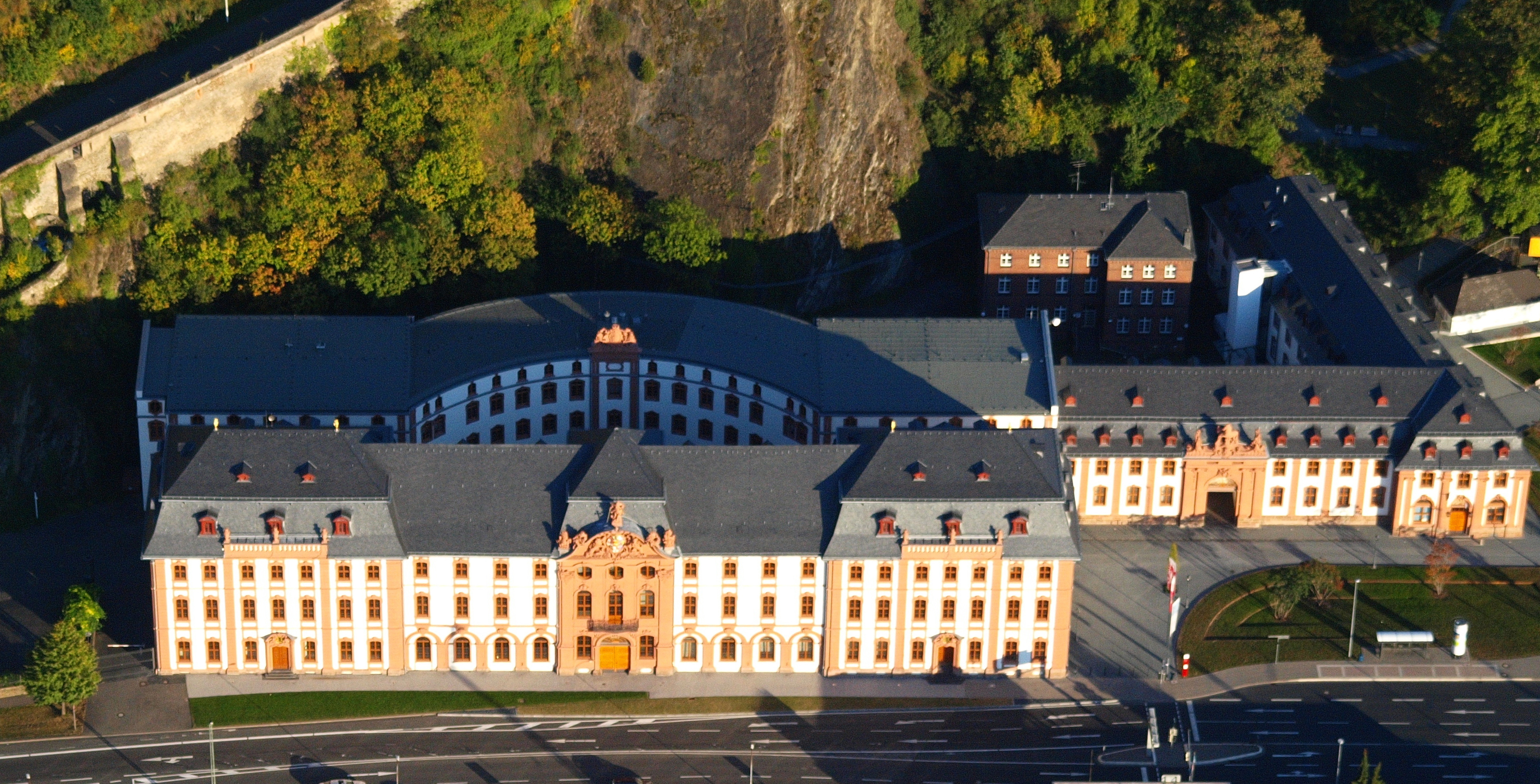
Château de Philippsburg à Coblence, édifié entre 1738 et 1749 sur ordre de François-Georges, prince-archevêque de Trèves, prince-évêque de Worms

## Notes et références

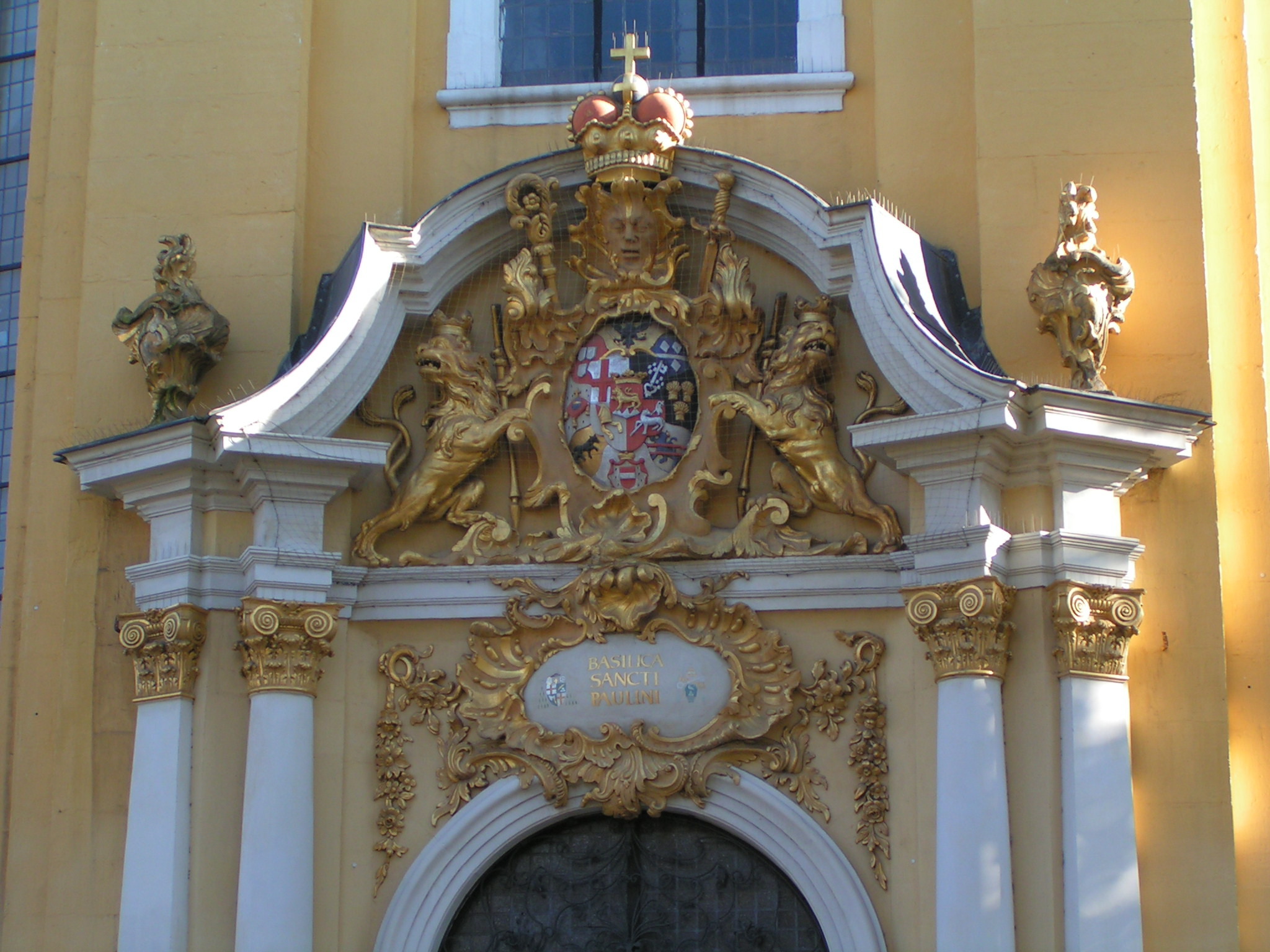
Armes de François-Georges de Schönborn à la basilique Saint-Paulin de Trèves